# Historia Rosji
Rosja jest państwem położonym na kontynencie Eurazjatyckim. Była zamieszkiwana przez plemiona wschodniosłowiańskie i inne, ostatecznie w większości zasymilowane językowo przez te pierwsze.
W V wieku rozpoczyna się ekspansja kultury kijowskiej. Wcześniej w Rosji europejskiej dominowała cywilizacja scytyjska. Ruś Kijowska, która prowadziła ekspansję i osadnictwo na terytoria Mery i Muromy (późniejsze centrum państwa moskiewskiego) według legendy miała powstać w IX wieku na skutek uzyskania władzy przez Ruryka, założyciela dynastii panującej w Carstwie Rosyjskim do 1598 roku. W XI wieku doszło do rozbicia dzielnicowego. W XIII wieku ziemie ruskie zostały podporządkowane Mongołom. W okresie mongolskim na ośrodek konsolidujący wyrosło na północy ziem ruskich Wielkie Księstwo Moskiewskie. Panowanie Mongołów skończyło się wraz z odmową płacenia daniny przez Iwana III pod koniec XV wieku. Wygaśnięcie dynastii Rurykowiczów rozpoczęły czasy smuty, zakończone wyborem Michała Fiodorowicza Romanowa na cara. W XVI wieku Iwan IV Groźny ogłosił Wielkie Księstwo Moskiewskie carstwem, w 1721 Piotr I Wielki cesarstwem. Panowanie Romanowów skończyło się z początkiem XX wieku wraz z rewolucją lutową i zostało zastąpione przez Republikę Rosyjską. Przewrót bolszewicki (rewolucja październikowa) powołał do życia Rosję Radziecką, która w 1922 roku wraz z innymi graniczącymi z nią republikami socjalistycznymi powołała do życia Związek Socjalistycznych Republik Radzieckich. W 1991 roku Rosyjska FSRR ogłosiła niepodległość, a dwa lata później zmieniła nazwę na Federację Rosyjską.

## Pradzieje ruskie
W okresie paleolitu nastała ekspansja ludności o haplogrupie R1a, która stanowi do dzisiaj główny komponent ludności Rosji europejskiej. W neolicie powstały takie kultury jak fatjanowska, ceramiki sznurowej czy grobów jamowych. Od IX w. p.n.e. na obszarach współczesnej Rosji poświadczone są ludy mówiące językami irańskimi, m.in. Sarmaci i Scytowie. Dorzecze Dniepru było zasiedlone przez Sklawinów co najmniej w V w. n.e. Niektóre ziemie późniejszego Wielkiego Księstwa Moskiewskiego, zwłaszcza obszary północno-wschodnie, uległy slawizacji językowej po 1000 r.

W V w. p.n.e. powstało nad Morzem Azowskim Królestwo Bosporańskie. Starożytni Grecy założyli wiele kolonii na rosyjskim wybrzeżu Morza Azowskiego i Czarnego (m.in. Tanais, Fanagoria, Hermonassa, Gorgippia), które później znalazły się w strefie wpływów Cesarstwa rzymskiego, a następnie Bizancjum.

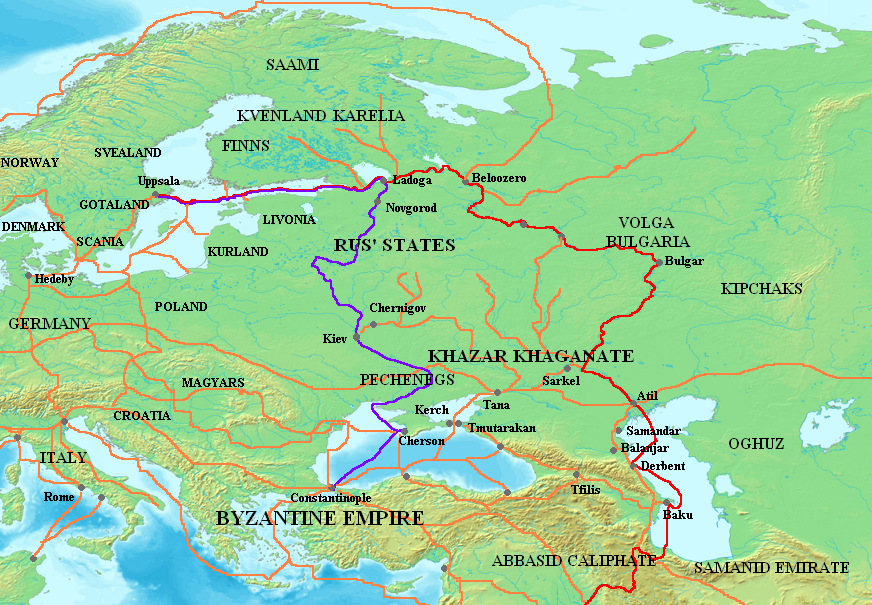
Szlaki wareskie

W okresie starożytnym i we wczesnym średniowieczu na terytorium dzisiejszej Rosji mieszkały liczne ludy różnego pochodzenia, m.in. Hunowie, Alanowie, Awarowie, Bułgarzy, Chazarowie, Połowcy i Węgrzy. Około 632 roku na południu dzisiejszej Rosji powstało pierwsze państwo bułgarskie, tzw. Stara Wielka Bułgaria, które upadło około 671 r. na skutek klęski poniesionej w wojnie z Chazarami. Bułgarzy emigrowali wówczas do Europy, dając początek dzisiejszemu państwu bułgarskiemu, oraz nad Wołgę, gdzie utworzyli Bułgarię Kamską (VII-XIII w.). W połowie VII w. na terenach Północnego Kaukazu powstał Kaganat Chazarski (ok. 650–969) –– jedyne znane państwo judaistyczne, którego mieszkańcy nie byli etnicznymi Żydami. Chazarowie opanowali w VIII w. znaczne obszary dzisiejszej Rosji południowej i Ukrainy, podporządkowując sobie część Słowiańszczyzny wschodniej, m.in. plemię wschodniosłowiańskich Polan.

### Początki państwowości ruskiej
Przez terytoria ruskie przebiegały szlaki handlowe łączące kraje Morza Bałtyckiego z Bizancjum i Bliskim Wschodem (tzw. szlak „od Waregów do Greków” i „szlak sarmacki”). Wyprawy handlowe Dnieprem, Wołgą, Donem i innymi rzekami zetknęły podróżujących tędy kupców i Waregów z plemionami słowiańskimi. W początkach IX wieku na obszarze późniejszej Rusi istniały już pierwsze słowiańskie organizmy protopaństwowe, znane z relacji arabskich pod nazwami Kujaba, Slawia oraz Arsania (odpowiadające w przybliżeniu ośrodkom kijowskiemu, nowogrodzkiemu i riazańskiemu).

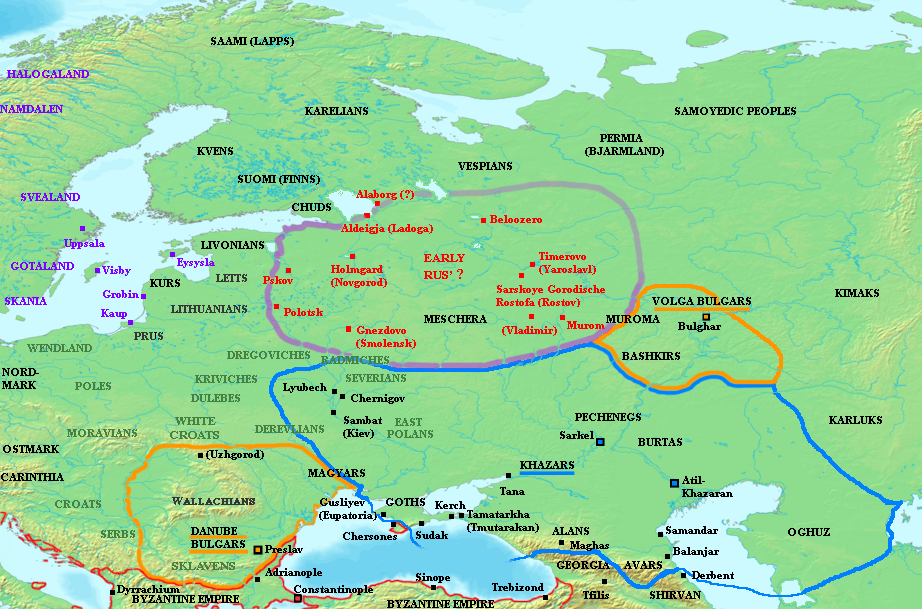
Ziemie ruskie w połowie IX wieku. Barwą czerwoną oznaczono najstarsze grody ruskie – obszary te stanowią kolebkę państwowości ruskiej. Linią niebieską oznaczono granice Kaganatu Chazarskiego. Ruś toczyła z Chazarami w IX w. wiele wojen i wyparła ich ostatecznie w X wieku z terytoriów dzisiejszej Ukrainy i południowej Rosji

Pierwszymi historycznymi władcami ruskimi byli prawdopodobnie Waregowie (m.in. Ruryk i Oleg Mądry), którzy zgodnie z istniejącymi przekazami przybyli na ziemie ruskie przed 859 r. Przybycie Ruryka do Nowogrodu Wielkiego w 862 r. uważa się za symboliczny początek historii państwowości na Rusi. Ruryk miał skupić pod swymi rządami część Waregów, plemion wschodniosłowiańskich (Słowienie, Krywicze i Połoczanie) oraz plemion ugrofińskich (Czudź, Weś, Meria, Muroma i Mieszczera) i postawić fundamenty państwa ruskiego, tzw. Rusi Nowogrodzkiej. Ruryk miał być także założycielem poświadczonej już dynastii Rurykowiczów, która sprawowała rządy w Rosji do 1598 roku.
Z czasem część drużyny Ruryka (m.in. Askold i Dir) oddzieliła się od niego i udała się w dół Dniepru opanowując podległe Chazarom państwo Polan z ich największym grodem Kijowem. Wyprawa następcy Ruryka, księcia nowogrodzkiego Olega Mądrego na Kijów (882) doprowadziła do zjednoczenia północnych i południowych księstw ruskich oraz powstania Rusi Kijowskiej. Była ona początkowo luźnym związkiem księstw, które do ok. 2. połowy X w. zachowały szeroką autonomię. Oleg z przyczyn geopolitycznych przeniósł swą siedzibę z Nowogrodu Wielkiego do Kijowa, jednakże do końca XII w. Nowogród pozostawał największym miastem ruskim. Książęta kijowscy Oleg (panujący do 912 lub 922) i Igor Rurykowicz (panujący w latach 912/922–945) podpisali z Bizancjum układy handlowe, które gwarantowały krajowi zyskowny handel.
Panująca w latach 945–957 księżna kijowska Olga dokonała centralizacji państwa, tworząc podstawy trwałego porządku administracyjnego. Syn i następca Olgi, Światosław I, rozszerzył terytorium m.in. o Krym, Kaukaz i na Bałkany. Światosław toczył m.in. liczne wojny z Chazarami. Około 969 nastąpił ostateczny upadek Kaganatu Chazarskiego. Kolejny władca, książę Włodzimierz I, w 988 przyjął chrzest i uczynił z chrześcijaństwa oficjalną religię państwową Rusi Kijowskiej.
W latach 1019–1054 Jarosław I Mądry wzmocnił na Rusi Kijowskiej pozycję Cerkwi prawosławnej. Ustanowił zasady dziedziczenia tronu książęcego w oparciu o regułę senioratu, co jednak nie zapobiegło rozbiciu jedności politycznej kraju.

### Rozbicie dzielnicowe Rusi

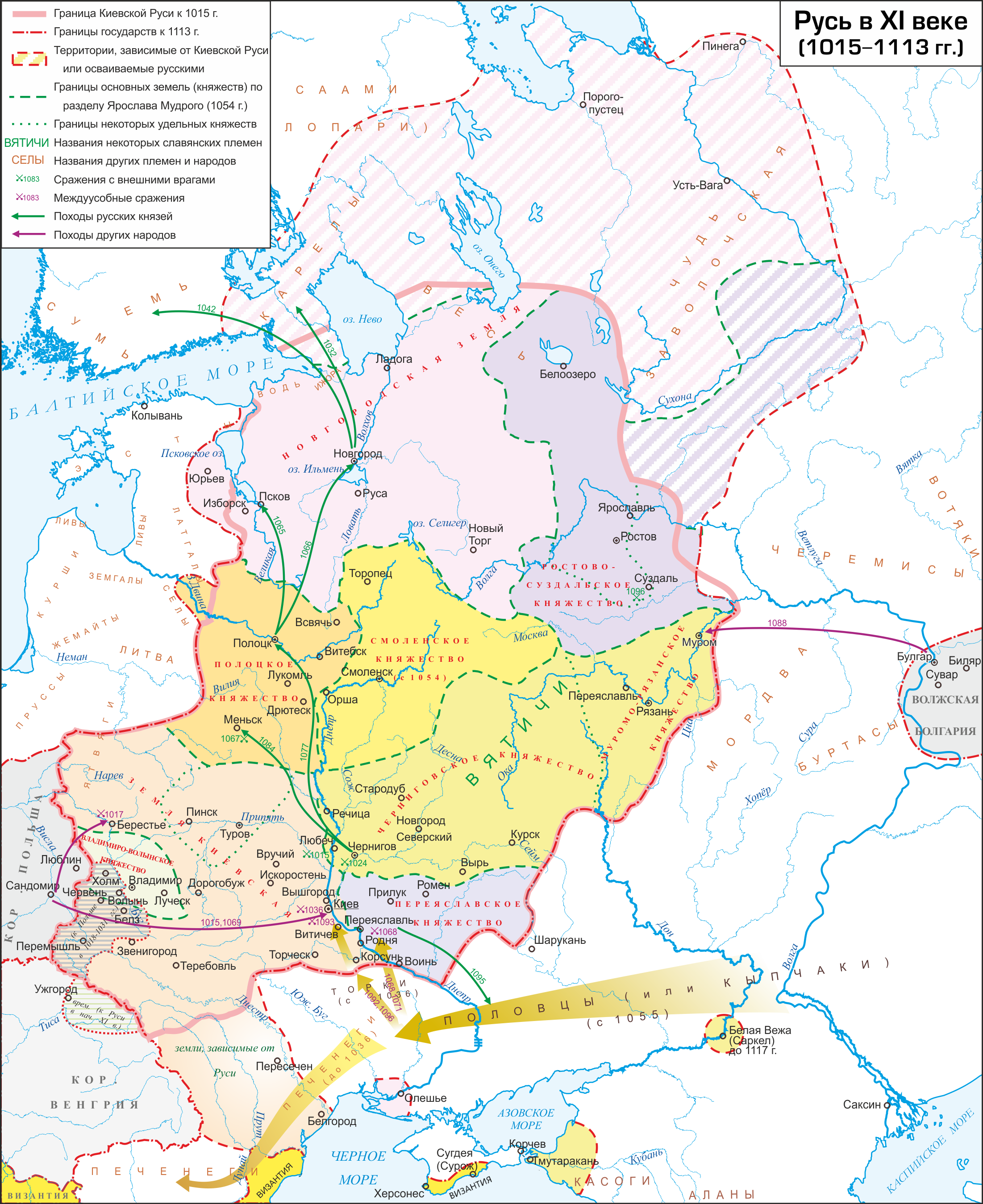
Ruś w XI wieku (1015-1113)

W XI w. Ruś Kijowska podzieliła się na konkurujące ze sobą dzielnice. Na północy powstała Republika Nowogrodzka, na północnym zachodzie Księstwo Połockie, na południowym zachodzie Księstwo Wołyńskie. W centralnej części powstały księstwa: Kijowskie, Turowskie i Smoleńskie, na północnym wschodzie księstwa Rostowskie i Muromskie, na południowym wschodzie: Czernihowskie, Perejasławskie i Tmutarakańskie. Z czasem uległy one jeszcze większemu rozdrobnieniu, przy czym książęta, którym udało się zawładnąć Kijowem, byli w hierarchii feudalnej wyżej postawieni od pozostałych książąt i posługiwali się tytułem wielkiego księcia. W przeciągu lat 1054–1224 na Rusi istniały 64 księstwa, 293 książąt usiłowało zasiąść na tronie, a ich polityka doprowadziła do wybuchu 83 wojen domowych.
W 1169 r. książę włodzimierski Andrzej Bogolubski opanował Kijów, uzyskując tym samym tytuł wielkiego księcia. Odmiennie od większości swoich poprzedników nie przeniósł do tego miasta swej stolicy, lecz po opanowaniu Kijowa osadzał tam podległych sobie książąt. Centrum swego państwa pozostawił Włodzimierz nad Klaźmą, który odtąd stał się stolicą wielkiego księstwa i przejął dominującą rolę Kijowa.
Historia Rosji jest nierozerwalnie związana z założoną w XII wieku Moskwą, która w okresie trwającego od XI wieku rozdrobnienia feudalnego znalazła się w granicach Rusi Włodzimiersko-Suzdalskiej. W roku 1238 doszło do najazdu mongolsko-tatarskiego. Na skutek inwazji prawie całe państwo znalazło się pod panowaniem Złotej Ordy. Jedynym obszarem niezależnym pozostał Nowogród Wielki. Skutkiem podboju ziem ruskich była danina, która musiał płacić mianowany przez chanów książę włodzimierski. Pod panowaniem syna Aleksandra Newskiego, Daniela Moskiewskiego, najważniejszym księstwem zostało Księstwo Moskiewskie.

#### Jarzmo mongolskie
W XIII w. rosło zagrożenie księstw ruskich ze strony Złotej Ordy. Po klęsce sił rusko-połowieckich w bitwie nad Kałką (1223) Batu-chan podbił wszystkie ziemie ruskie z wyjątkiem księstw Połockiego i Pińskiego oraz Republiki Nowogrodzkiej, która jednak zmuszona była uznać zwierzchność Złotej Ordy i płacić trybut. Mongołowie nie przejęli bezpośrednich rządów w podbitych księstwach, zadowolili się każdorazowym zatwierdzaniem kandydata do tronu książęcego we Włodzimierzu, który z kolei pełnił funkcję zwierzchnią nad resztą książąt i miał prawo zwracania się o pomoc do chana. Z płacenia haraczu zwolniona była cerkiew (immunitet tarchan, ustanowiony w nadziei, iż cerkiew będzie sprzyjała rządom mpngolskim na Rusi). Utworzono oddziały podlegające baskakom, poborcom haraczu, które jednocześnie szachowały poszczególne księstwa. W 1262 przeciwko władzy mongolskiej wybuchły bunty (Suzdal, Włodzimierz, Jarosławl), które jednak zostały stłumione. W 1299 r. podczas wojny pomiędzy chanami złotoordyjskimi Toktą i Nogajem metropolita kijowski Maksym przeniósł swą siedzibę ze zniszczonego Kijowa do Włodzimierza nad Klaźmą, w wyniku czego miasto to stało się zarówno głównym ośrodkiem politycznym, jak i religijnym Rusi.
W XIII i XIV w. niektóre z zachodnich, mniejszych księstw ruskich przeszły w strefę wpływów nabierającej znaczenia Litwy. Litwa korzystając z rozbicia dzielnicowego i osłabienia Rusi walkami z Mongołami, wielokrotnie najeżdżała ziemie ruskie podporządkowując sobie księstwa Połockie i Pińskie. Po klęsce poniesionej przez Księstwo Kijowskie w bitwie z wojskami litewskimi nad Irpieniem (ok. 1320) Kijowszczyzna stała się zależna od Litwy, a w 1362 do niej wcielona. Z inicjatywy książąt litewskich Rurykowicze kijowscy zostali pozbawieni władzy na Ukrainie, po czym emigrowali do Riazania. W wyniku wojny polsko-litewskiej (1340–1392) zostało zlikwidowane Księstwo Halicko-Wołyńskie, a jego terytorium rozdzielone pomiędzy Polskę i Litwę.

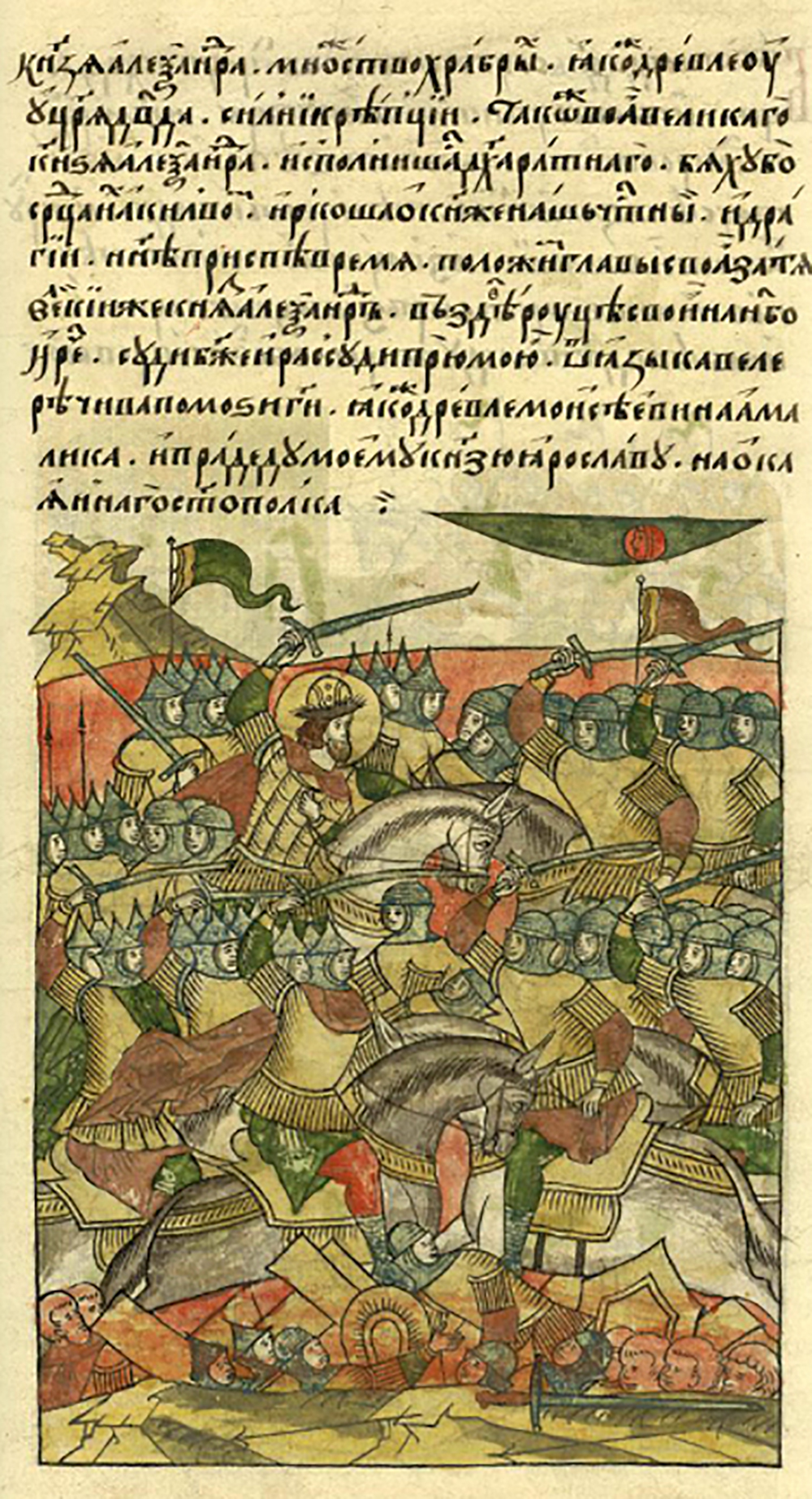
Bitwa na jeziorze Pejpus w 1242

W okresie panowania mongolskiego wodzem dużej rangi i zręcznym politykiem okazał się książę nowogrodzki Aleksander Newski. 1240 pokonał Szwedów (bitwa nad Newą), 1242 – wojska inflanckiej gałęzi zakonu krzyżackiego (bitwa na jeziorze Pejpus), powstrzymał też najeżdżające Ruś wojska litewskie. 1252 otrzymał od chana Sartaka Wielkie Księstwo Włodzimierskie, a wraz z nim zwierzchnictwo nad wszystkimi księstwami ruskimi.

## Księstwo Moskiewskie
Za pomoc w tłumieniu powstania księcia Tweru przeciwko Złotej Ordzie Aleksander Newski otrzymał tytuł wielkiego księcia Włodzimierskiego oraz prawo poboru daniny. Księstwo moskiewskie rozszerzało swoje terytorium kosztem sąsiadów, a w roku 1326 Moskwa została stolicą księstwa włodzimierskiego oraz centrum prawosławia.

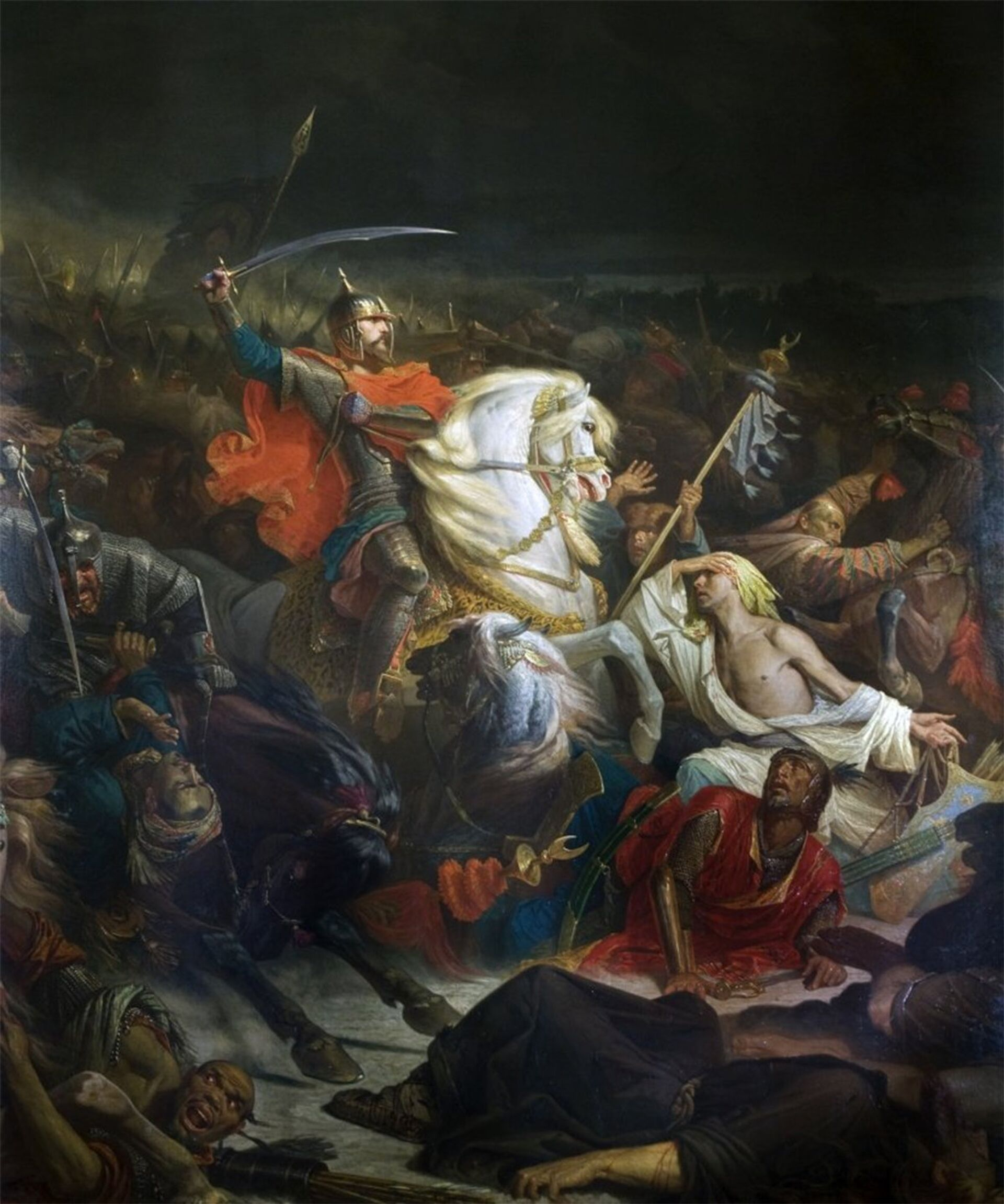
Bitwa na Kulikowym Polu w 1380

## Wielkie Księstwo Moskiewskie
Następcy Aleksandra spotkali się z dążeniami zjednoczeniowymi również ze strony Litwy. Wielki książę litewski Olgierd usiłował odbudować państwowość ruską wokół Wilna. W latach 1368–1372 trzykrotnie toczył wojny z władcą Moskwy Dymitrem Dońskim. 8 września 1380 Dymitr pokonał Mongołów na Kulikowym Polu. Odniesione zwycięstwo dało początek niezależności państwa moskiewskiego. Zapoczątkowany został także proces integracji ziem ruskich pod przewodnictwem Moskwy. W tym czasie zapoczątkowana została rosyjska odrębność narodowa. Jej elementami były tradycja staroruska i zaborczość która wyrażało hasło „gromadzenia ziem ruskich” oraz odtworzenia zasięgu terytorialnego samej Rusi pod przywództwem Moskwy. Panowanie w XV w. Wasyla II Ślepego oraz Iwana III przyczyniło się do zapoczątkowania rosyjskiej odrębności narodowej. Ten ostatni spowodował ograniczenie feudalnego system ziemskiego i dokonał centralizacji administracji państwowej. W 1482 z jego rozkazu Mengli-Girej dokonał najazdu na ziemie litewskie paląc m.in. Kijów.
Książę Iwan III pojął za żonę bratanicę ostatniego cesarza bizantyjskiego Konstantyna XI Dragazesa Zoe Paleolog. Skutkiem małżeństwa było do utrwalenie wpływów kultury bizantyńskiej w Rosji oraz odwoływanie się do dziedzictwa po cesarstwie wschodnim przez władców moskiewskich, jak również przyjęcie symboliki cesarstwa.

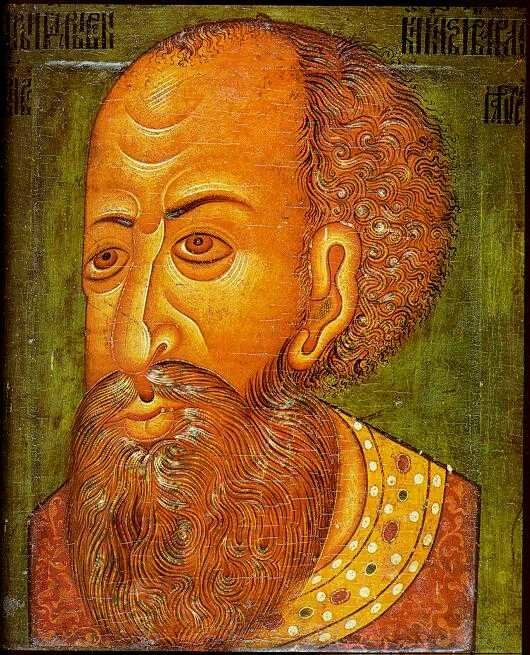
Iwan IV Groźny

## Carstwo Rosyjskie
Następca Wasyla III Iwan IV Groźny kontynuował reformy wewnętrzne swoich poprzedników, a także prowadził zwycięskie wojny na wschodzie. 16 stycznia 1547 koronował się na cara moskiewskiego. W ich w wyniku w 1552 r. przyłączył Chanat Kazański do Rosji. W 1556 przyłączył także Chanat Astrachański, podporządkował sobie także tereny Ordy Nogajskiej i Chanatu Syberyjskiego. Największą porażką Iwana Groźnego była wojna polsko-rosyjska (1577–1582). W 1565 wprowadził system terroru zwany opriczniną, której skutkiem była pacyfikacja bojarów.
Skutki polityki Iwana Groźnego ciążyły na Rosji do czasu Wielkiej Smuty, trwającej w okresie bezkrólewia w latach 1605–1613. Doszło wówczas do wojny domowej której stronami byli Borys Godunow i rzekomy syn Iwana IV Dymitr Samozwaniec I. Przy poparciu polskiej szlachty został carem po nagłej śmierci Godunowa. W roku 1606 został zamordowany. Carem Rosji obrany został Wasyl IV Szujski, którego w 1610 obaliło wojsko polskiego hetmana Stanisława Żółkiewskiego. Próba osadzenia na tronie w Moskwie królewicza Władysława zakończyła się niepowodzeniem.

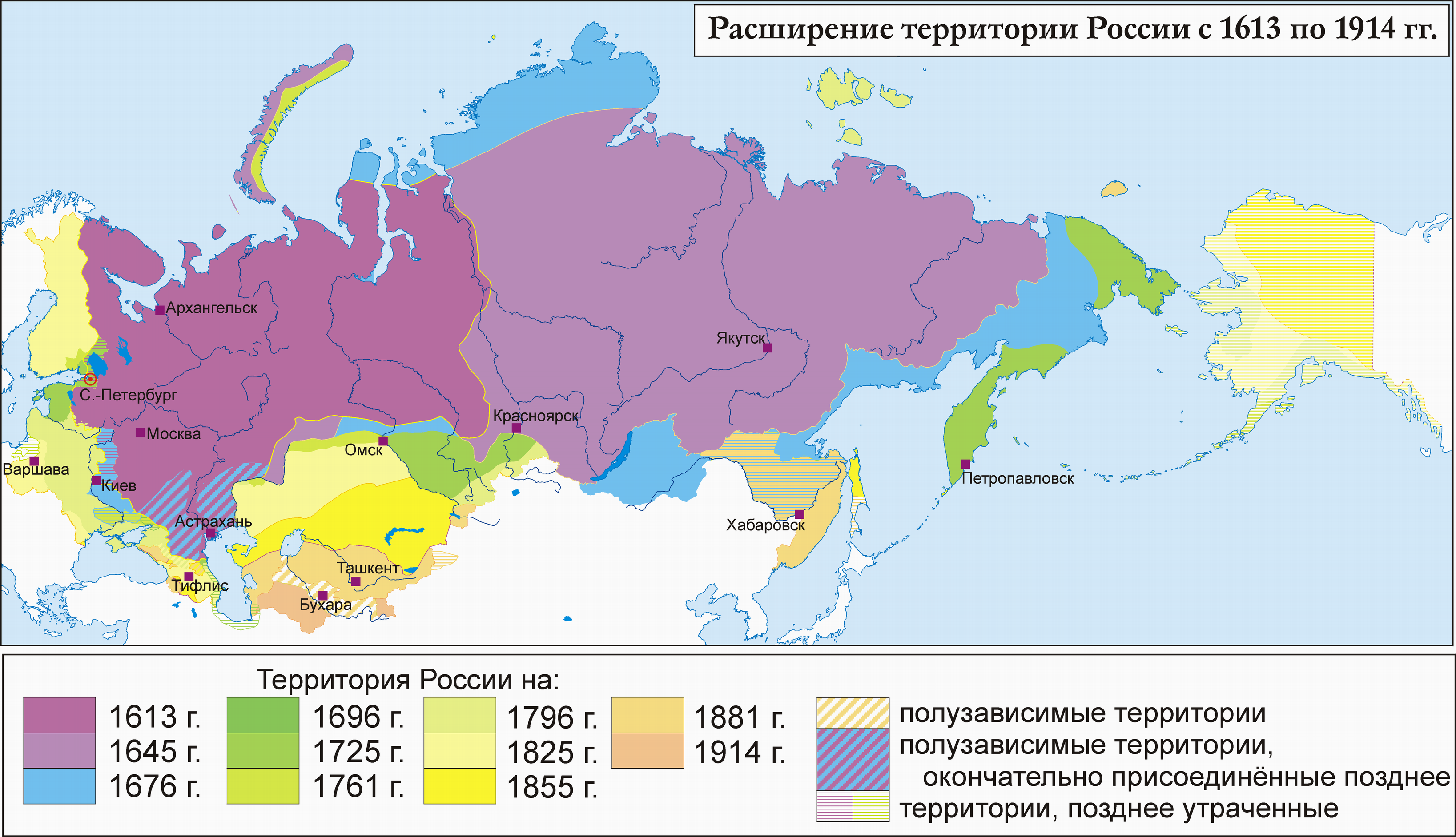
Wzrost terytorialny Rosji w latach 1613–1914

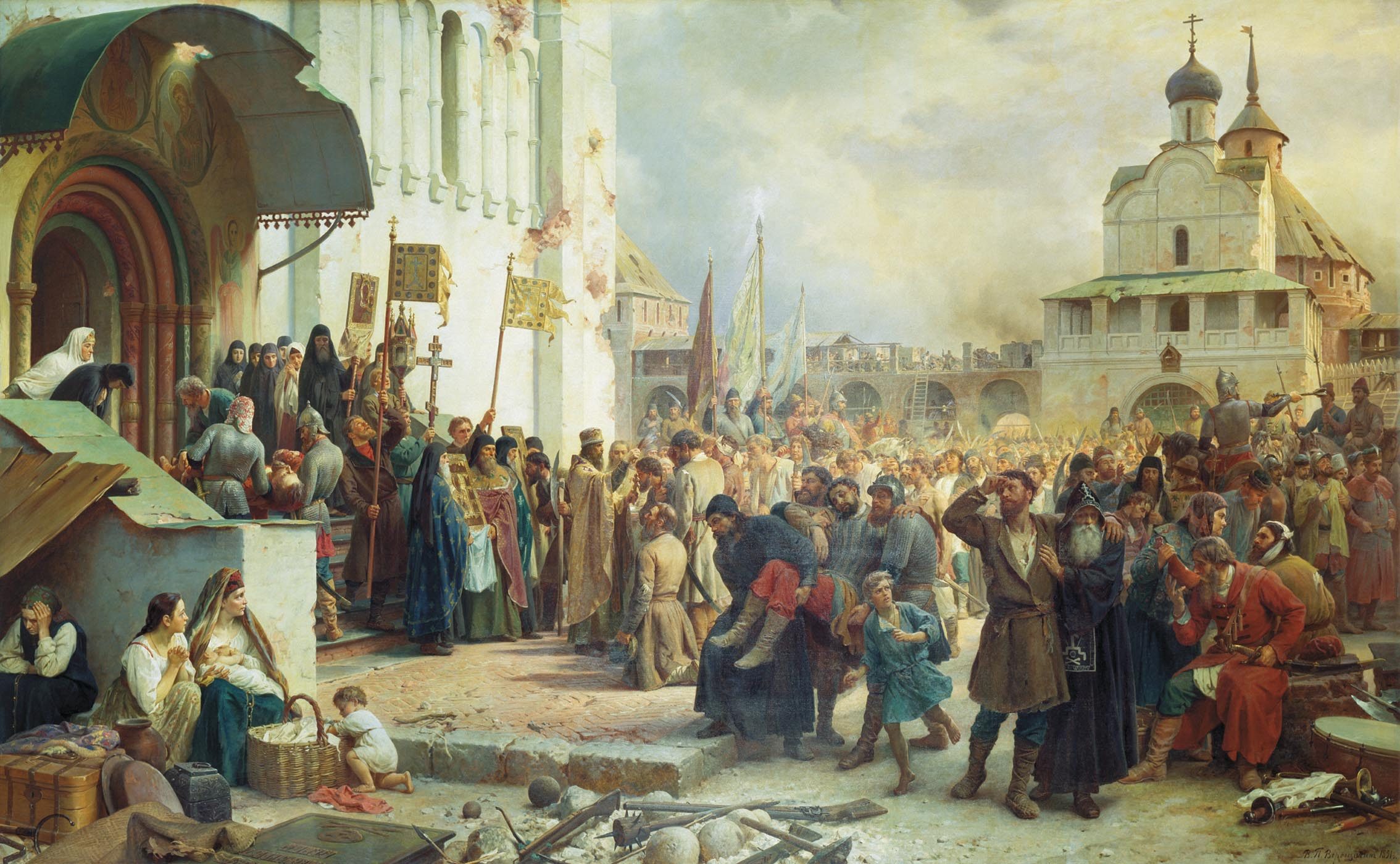
Obrona Ławry Troicko-Siergiejewskiej przed wojskami polskimi

## Rosja w XVII wieku

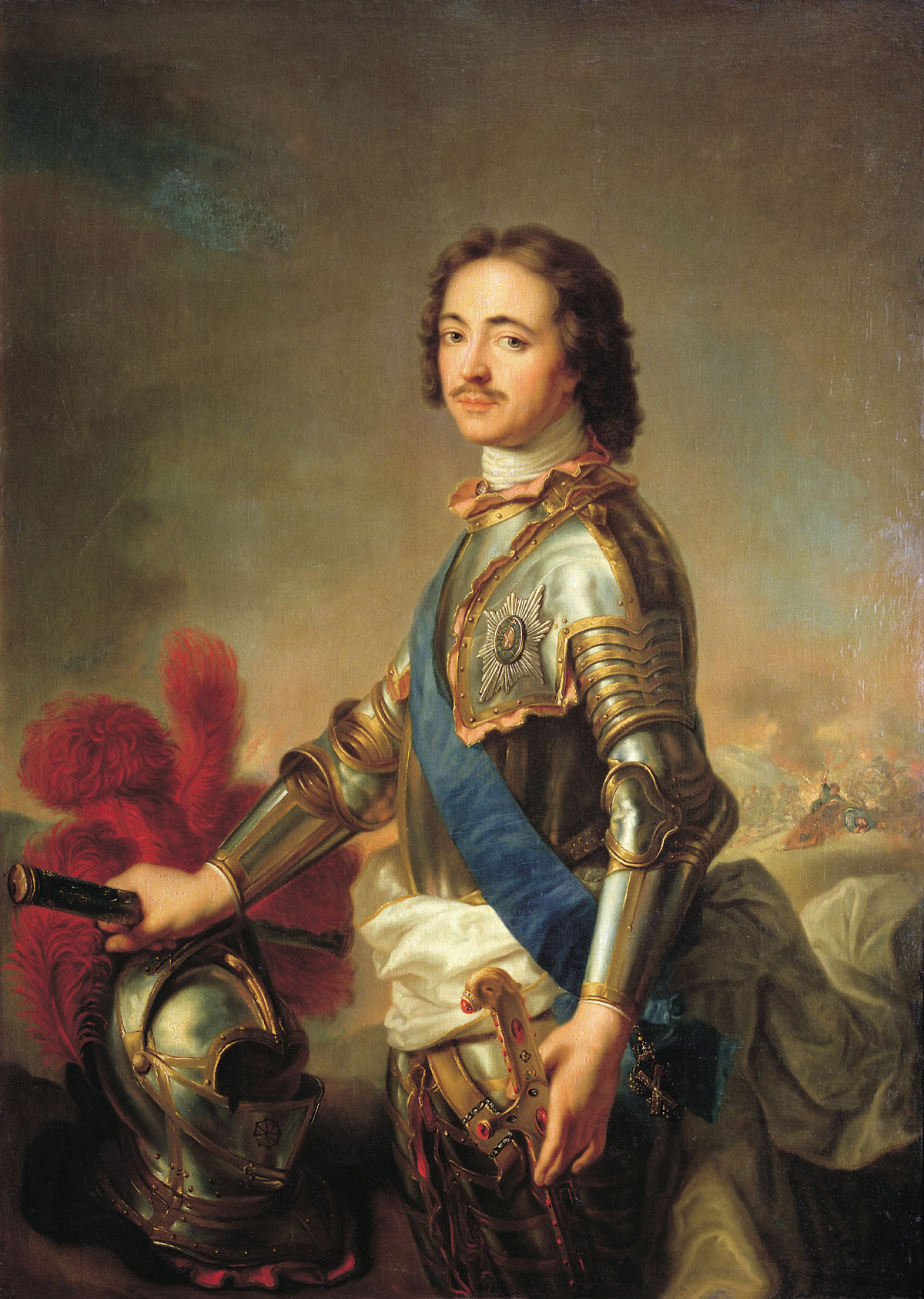
Piotr I Wielki

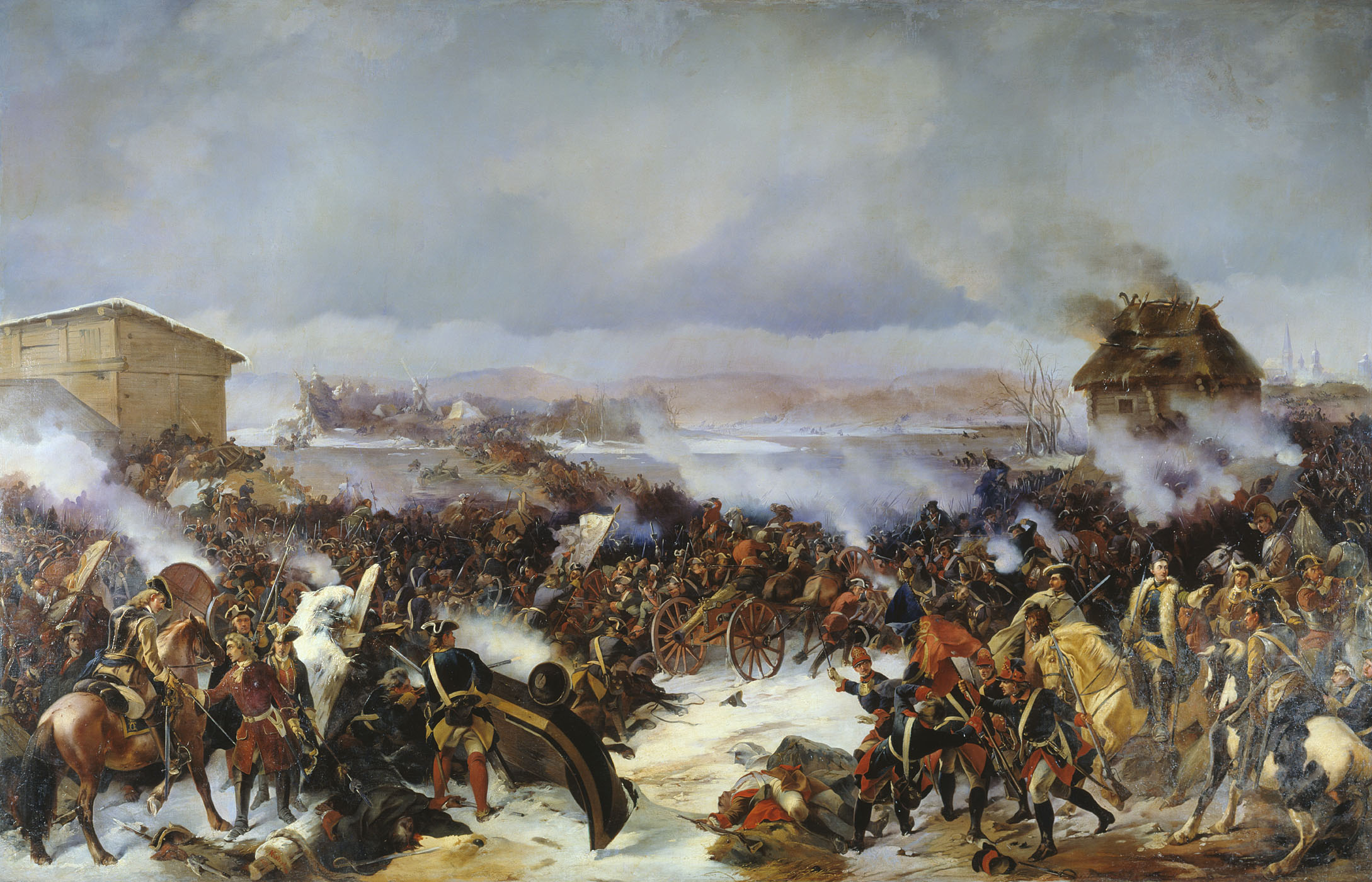
Bitwa pod Narwą w 1700

W 1613 r. Sobór ziemski osadził na tronie dynastię Romanowów. Pierwszym jej władcą był Michał I Romanow. W latach 1632–1634 prowadził on wojnę z Rzecząpospolitą o Smoleńsk. Wojnę zakończył pokój w Polanowie, na mocy którego car zrzekł się Inflant, oraz znacznej części ziem na mocy rozejmu w Deulinie zaś Władysław IV Waza zrzekł się pretensji do korony Rosji.
Powstania kozaków na Ukrainie oraz uchwała ugoda perejasławska dały szansę zdobycia ziem uznawanych w Moskwie jako historycznie ruskie. Prowadzona w latach 1654–1667 wojna z Rzecząpospolitą zakończyła się trzynastoletnim rozejmem andruszowskim na skutek którego w skład Rosji weszły ziemie: smoleńska, siewierska i czernihowska, Ukraina Lewobrzeżna oraz Kijów (ten ostatni formalnie tylko czasowo). Postanowienia te potwierdził zawarty w 1686 r. traktat Grzymułtowskiego.
Początek XVII wieku przyniósł zakończenie kryzysu wewnętrznego, którego przyczyną była polityka Iwana IV Groźnego. Nastąpiła poprawa w gospodarce, a szlachta zyskała stabilizację prawną. Po nieudanej próbie uzyskania niezależności przez cerkiew została ona podporządkowana carowi. Państwo rosyjskie oparte na szlachcie, cerkwi i biurokracji stało się monarchią absolutną. Jej szczyt przypadł na panowanie Piotra I Wielkiego. Pod jego rządami na wzór zachodnioeuropejski zreorganizowano armię, zbudowano flotę wojenną, oraz uruchomiono przemysł wojenny. Dzięki tym posunięciom Rosja odniosła zwycięstwo w wojnie północnej i uzyskała trwałą pozycję na morzu bałtyckim i stała się jednym z ważniejszych uczestników polityki w Europie. W gospodarce został wprowadzony merkantylizm. Car sprawował opiekę nad miastami oraz mieszczanami i rozwijał przemysł metalurgiczny. Reorganizacja spotkała także radę bojarską, która w roku 1711 została zastąpiona przez Senat Rządzący, a prikazy zastąpił kolegiami. Zmiany dotknęły także kościół prawosławny, na czele którego stanął sam car, oraz dziedziny oświaty i kultury. Wprowadzone zostały świeckie szkoły, powstała pierwsza gazeta, zreformowano alfabet i kalendarz.

## XVIII wiek
W roku 1721 Car Piotr I przyjął tytuł cesarza. W latach 1725–1762 polityka pod rządami jego następców była bardzo niestabilna. Zmieniło się to dopiero za Katarzyny II. Wprowadziła radykalne zmiany w polityce wewnętrznej i zagranicznej. W latach 1768–1774 po wojnie z Turcją do Rosji przyłączony został obszar nad Morzem Czarnym. Rosja wywalczyła sobie również prawo do przepływu okrętów przez Bosfor i Dardanele. W latach 1787–1791 po kolejnej wojnie z Turcją zdobyła Krym i ziemie znajdujące się między rzekami Boh i Dniestr. Przy pomocy zręcznej polityki oraz siły Katarzyna II zdołała zapobiec reformom w Polsce, zachowania jej ustroju i złotej wolności w Rzeczypospolitej szlacheckiej.

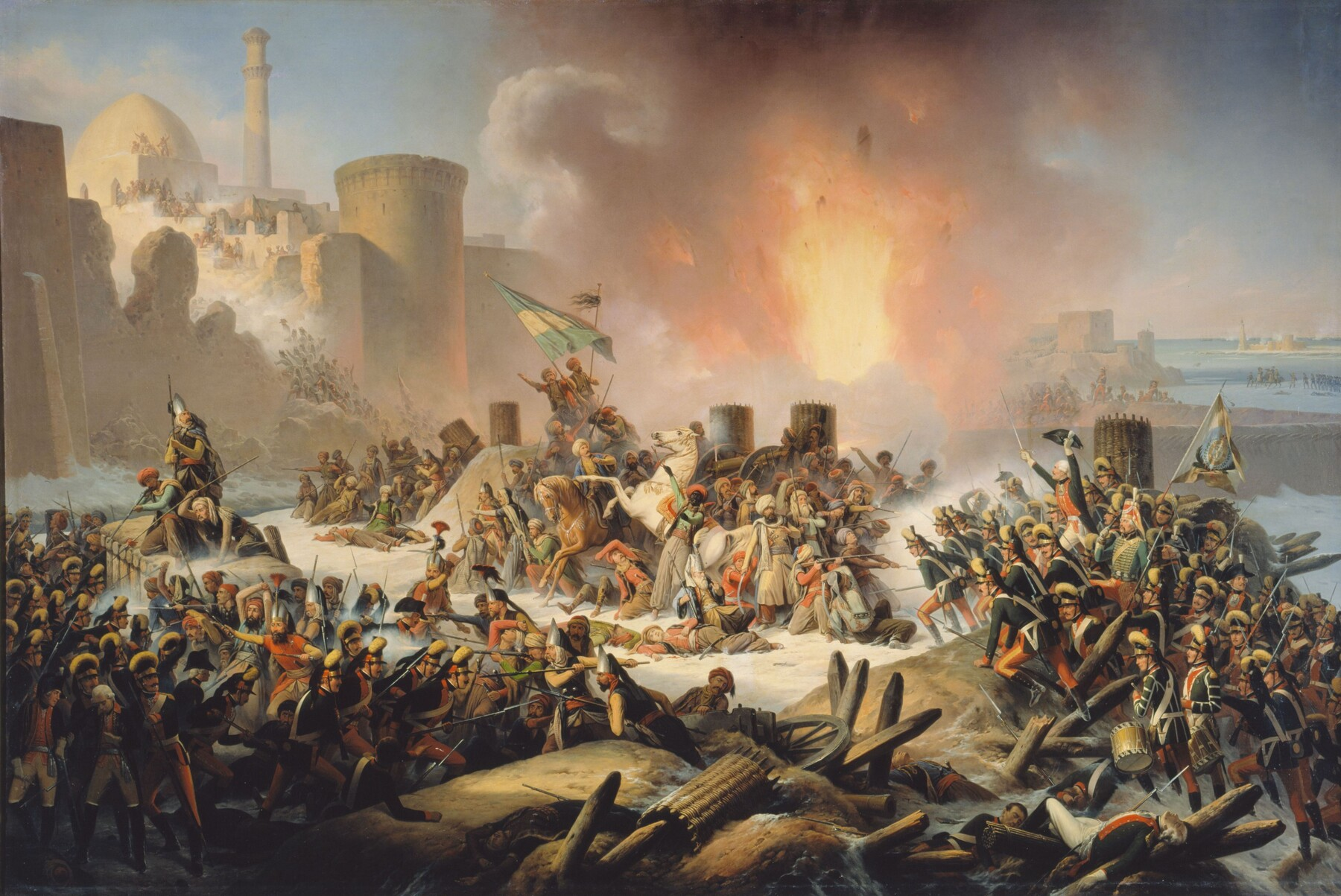
Szturm Oczakowa w 1788

Podczas trzech rozbiorów Rzeczypospolitej w skład Rosji weszły: Ukraina, Podole, Wołyń, tereny obecnej Białorusi, Litwa i Kurlandia. Katarzyna doprowadziła także do ograniczenia wolności kozaków i rozszerzenia poddaństwa. Doprowadziło to do wybuchu powstania Pugaczowa w latach 1773–1775. W XVIII w nastąpił rozkwit kultury, sztuki, nauk przyrodniczych i historycznych. Sztuka rozwijała się głównie na Akademii Sztuk Pięknych w Petersburgu. W 1775 r. w Moskwie powstał uniwersytet.

## XIX wiek

### Wojny z Francją
Następcy Katarzyny II Paweł I oraz Aleksander I prowadzili (z przerwami) od 1796 do 1814 r. wojny z Francją. W tym czasie Rosja była uczestnikiem II, III i IV koalicji antyfrancuskiej. Dwie ostatnie koalicje zakończyły się dla Rosji podpisaniem pokoju w Tylży na mocy którego z terenów zagarniętych przez Austrię w III oraz Prusy w II i III rozbiorze Polski postanowiono utworzyć Księstwo Warszawskie.

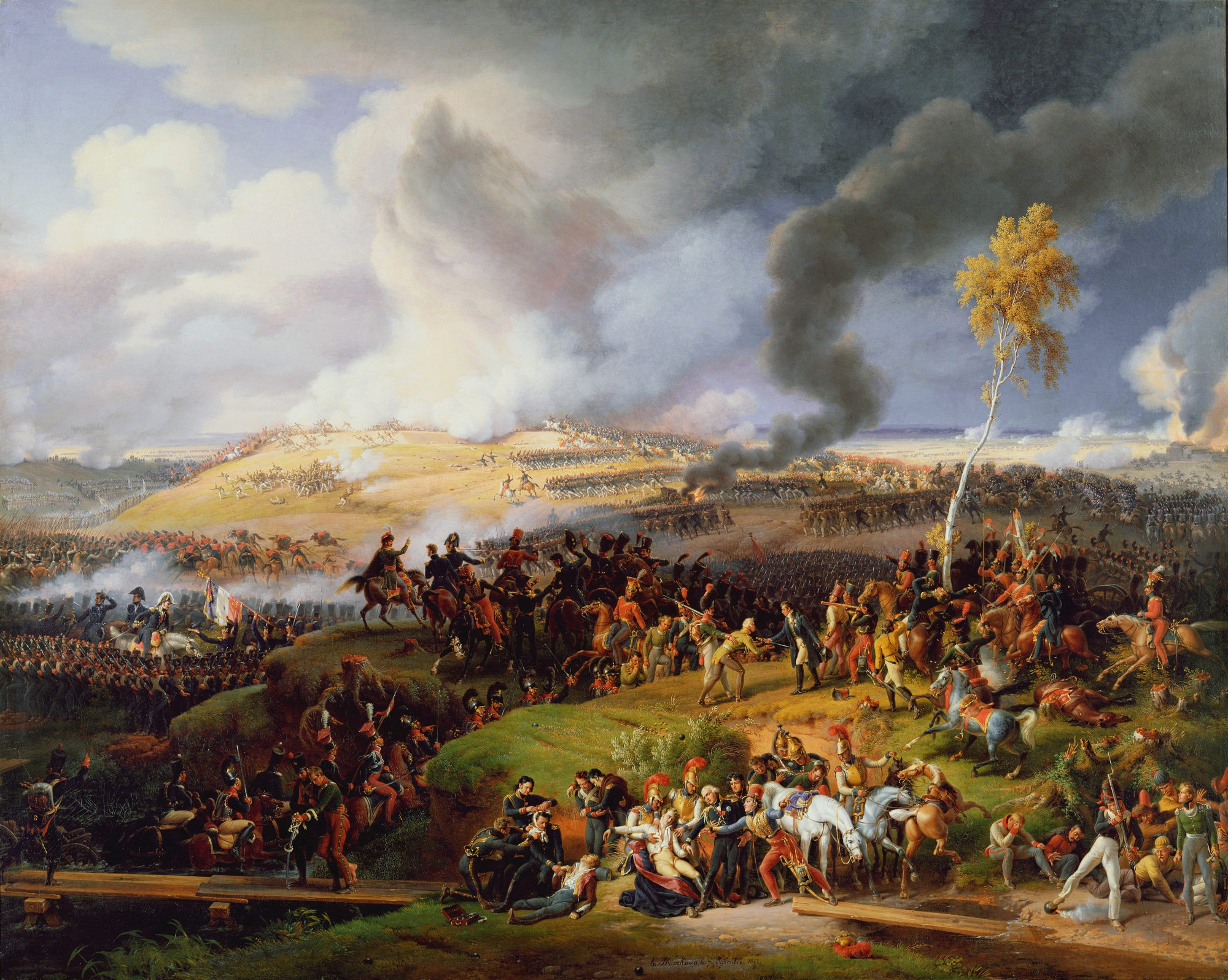
Bitwa pod Borodino w 1812 (Louis-François Lejeune, olej na płótnie, 1822)

24 czerwca 1812 Rosja została zaatakowana przez Francję. 1 lipca rosyjska propozycja negocjacji została odrzucona. Wojska francuskie wygrały bitwę pod Borodino, a następnie ruszyły na Moskwę. Na skutek ostrej zimy 19 października 1812 roku armia Napoleona była zmuszona do wycofania się z Moskwy. Do wojny u boku Rosji przystąpiły kolejno Prusy, Szwecja i Austria. Po pokonaniu Francji w latach 1814–1815 na obradach kongresu wiedeńskiego doszło do zawarcia Świętego Przymierza. Umocniło ono potęgę Rosji jako państwa broniącego legitymizmu przed ruchami demokratycznymi.

### Od Aleksandra I do Mikołaja II

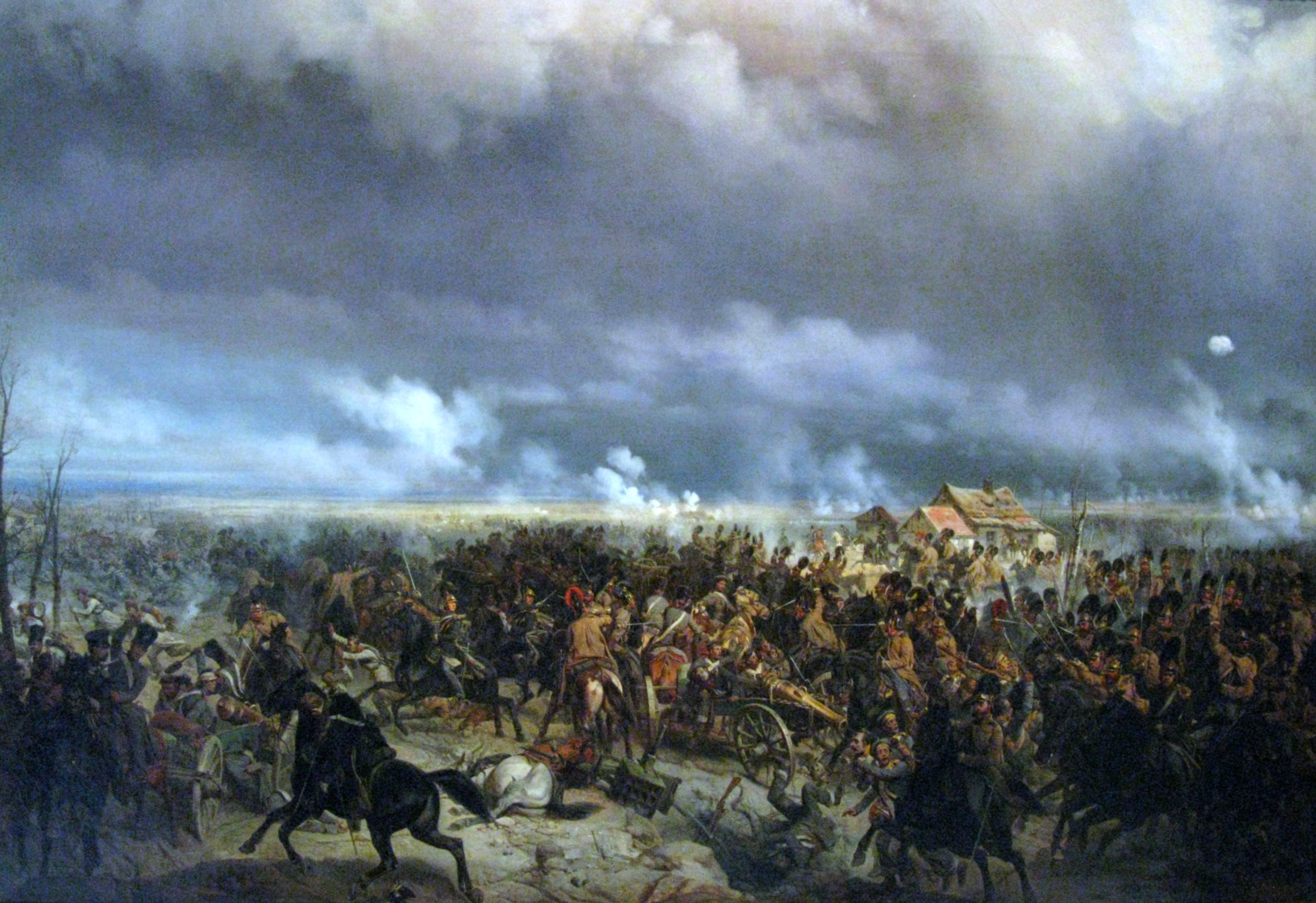
Bitwa pod Grochowem (Bogdan Willewalde, olej na płótnie, 1850)

Po śmierci Aleksandra I wzrost nastrojów rewolucyjnych doprowadził do wybuchu powstania dekabrystów. Zostało ono stłumione w roku 1825 przez nowego cara Mikołaja I Romanowa. Kolejne powstanie w imperium rosyjskim wybuchło w Królestwie Polskim w latach 1830–1831. W tym samym czasie w Rosji zaczął powstawać przemysł maszynowy, zastępując stopniowo manufaktury. Pomimo posiadania większości bogactw naturalnych Rosja eksportowała wyłącznie zboże i drewno. Miasta zamieszkiwało jedynie 8 procent ludności imperium. Despotyczne rządy Mikołaja I sprawiły, że jego przeciwnikami stała się m.in. część szlachty, literaci, publicyści i studenci. Pod koniec pierwszej połowy XIX wieku doszło do sporów politycznych między słowianofilami a okcydentalistami na temat przyszłości Rosji. W tym okresie ukształtował się rosyjski nacjonalizm, którego hasłami były ros. православие, самодержавие, народность (prawosławie, samodzierżawie, narodowość). Polityka zagraniczna skupiała się na sprawach tureckich. Próba podboju Turcji spowodowała, zakończoną klęską wojnę krymską. Wojna ta wykazała słabość systemu państwowego oraz zacofanie armii.

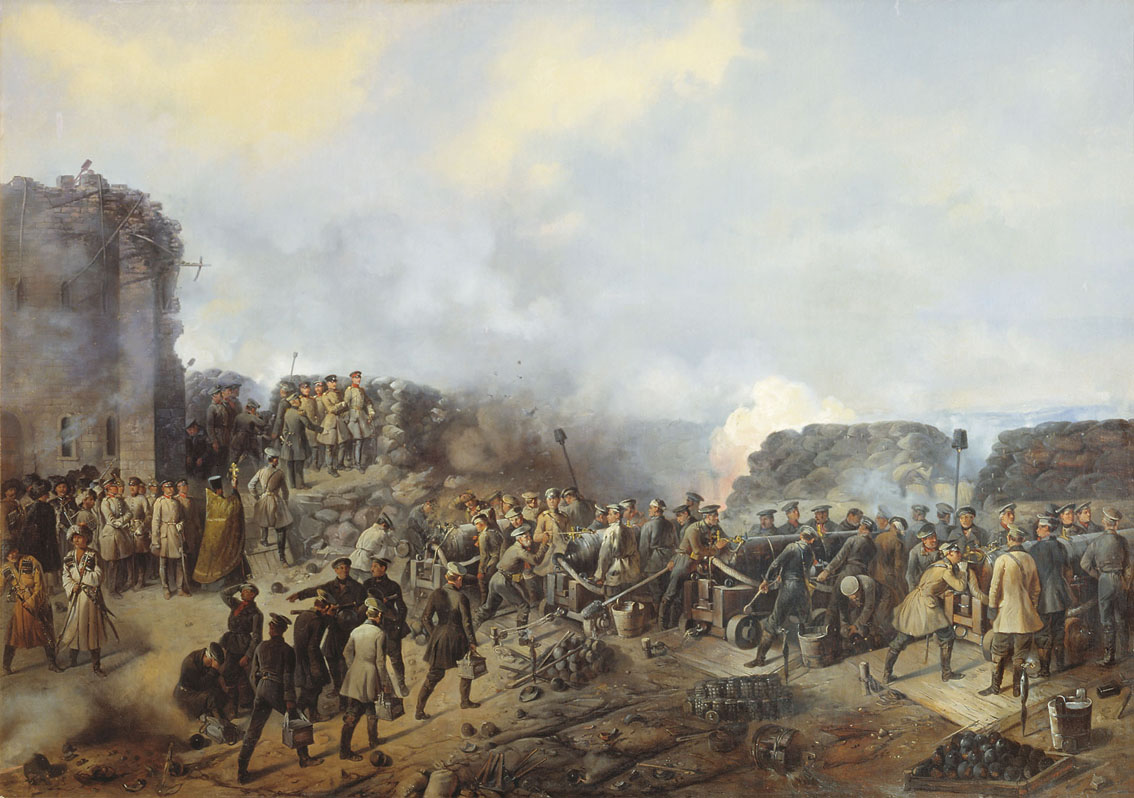
Oblężenie Sewastopola w 1855 roku (Grigoryj Fiodorowicz Szukajew, olej na płótnie, 1856)

Dzięki nasilającemu się naciskowi społeczeństwa oraz ruchom chłopskim, nowy car Aleksander II przeprowadził reformy. Zniesione zostało poddaństwo chłopów i przeprowadzono częściowe uwłaszczenie, przeprowadzono także reformy sądowo-wojskowe. Reforma rolna spowodowała szybszy rozwój wsi i napływ chłopów do krajowego przemysłu. Połowiczność reformy, uwzględniającej przede wszystkim interesy ziemian, przyczyniła się do powstania w 1861 r. organizacji terrorystycznej Ziemla i Wola.
W 1863 r. na terenie Królestwa Polskiego wybuchło powstanie styczniowe. Pojawiła się również groźba interwencji wojskowej ze strony Francji. Pod wpływem zagrożenia francuskiego Rosja odnowiła sojusz z Prusami.
W roku 1873 Rosja została jednym z sygnatariuszy Sojuszu Trzech Cesarzy. Porozumienie to determinowało politykę Rosji w latach siedemdziesiątych XIX wieku. Na skutek narastających konfliktów z Niemcami, oraz szczególnie Austro-Węgrami, w 1893 r. doszło do zbliżenia Francji i Rosji.
Pod koniec szóstej dekady XIX wieku nastąpił kolejny wzrost nastrojów rewolucyjnych, którego przyczyną było postępujące rozwarstwienie majątkowe wśród chłopstwa. W kraju nasilił się rewolucyjny terror; największym zamachem dokonanym przez narodników było zabójstwo w 1881 r. cara Aleksandra II. Władzę przejął wówczas Aleksander III, który zrezygnował z reformistycznego podejścia ojca i ponownie skierował kraj w kierunku rządów twardej ręki. Po jego śmierci tę politykę kontynuował Mikołaj II.
W latach 1891–1892 roku na terenie południowej Rosji doszło do klęski głodu, która przyczyniła się do pierwszych oznak otwartego sprzeciwu wobec niewydolności systemu carskiej biurokracji.

### Rozwój partii politycznych
Szybki rozwój przemysłu i liczebny wzrost klasy robotniczej przyczyniły się do rozwoju ruchu robotniczego. Powstały m.in. Południowy i Północny Związek Robotników Rosyjskich. Na ziemie rosyjskie zaczęła przenikać ideologia marksizmu. Pierwszą marksistowską organizacją rosyjską było założone w 1883 r. w Genewie Wyzwolenie Pracy. Dwa lata później Włodzimierz Lenin założył Związek Walki o Wyzwolenie Klasy Robotniczej.
W 1898 r. powstała Socjaldemokratyczna Partia Robotnicza Rosji (SDPRR), a w latach 1901–1902 Partia Socjalistów-Rewolucjonistów (eserowców). W 1903 r. na skutek działań Lenina SDPRR uległa podziałowi. W 1912 r. bolszewicy byli już samodzielną partią polityczną. W 1905 porażka w wojnie z Japonią doprowadziła do wybuchu rewolucji. Pod wpływem rewolucji 1905 roku opublikowany został manifest październikowy Mikołaja II. Car zapowiadał nadanie Rosji konstytucji. Dopuszczał również możliwość funkcjonowania partii politycznych; do najważniejszych należały m in: Związek 17 Października, Partia Konstytucyjnych Demokratów (kadetów), czy Nacjonalistyczny Związek Narodu Rosyjskiego. Ruch ten został odebrany jako manewr taktyczny, i nie doprowadził do przerwania walk. W grudniu 1905 doszło do wybuchu powstania w Moskwie. W 1906 r. została wybrana I Duma Państwowa. Została ona zbojkotowana przez bolszewików i kilka miesięcy później rozwiązana. W wyborach parlamentarnych w październiku 1907 nie udało się wyłonić większości rządzącej. Kolejne wybory zostały przeprowadzone według ordynacji zapewniającej zwycięstwo zwolennikom rządu. W 1910 Duma opowiedziała się za reformą rolną, która dawała możliwość na występowania chłopom z obszcziny. Zamożni chłopi dostali również możliwość handlowania ziemią.

## XX wiek

### I wojna światowa
Na początku XX wieku w polityce zagranicznej Rosji ponownie pojawiły się tendencje panslawistyczne mające na celu wzmocnienie wpływu wśród Słowian austriackich i bałkańskich, Rosja poparła koncepcję neoslawizmu. Po zamachu na arcyksięcia Ferdynanda, wobec wojny austro-węgiersko-serbskiej, 30 lipca 1914 w Rosji miała miejsce powszechna mobilizacja, która spowodowała wypowiedzenie wojny Rosji przez Niemcy i wybuch I wojny światowej u boku innych państw ententy. Wojna spowodowała chaos w gospodarce i polityce oraz trudności w zaopatrzeniu miast. W marcu 1917 roku wybuchła rewolucja lutowa, której efektem było obalenie caratu. Państwem rządził Rząd Tymczasowy oraz Piotrogrodzka Rada Delegatów Robotniczych i Żołnierskich. W lipcu po demonstracjach robotniczych cała władza przeszła w ręce Rządu Tymczasowego. Premierem został wybrany Aleksander Kiereński. W sierpniu miała miejsce sprawa Korniłowa. Pod wpływem radykalizacji nastrojów dokonano zamachu stanu, który przeszedł do historii pod nazwą rewolucji październikowej.

### Rewolucja październikowa

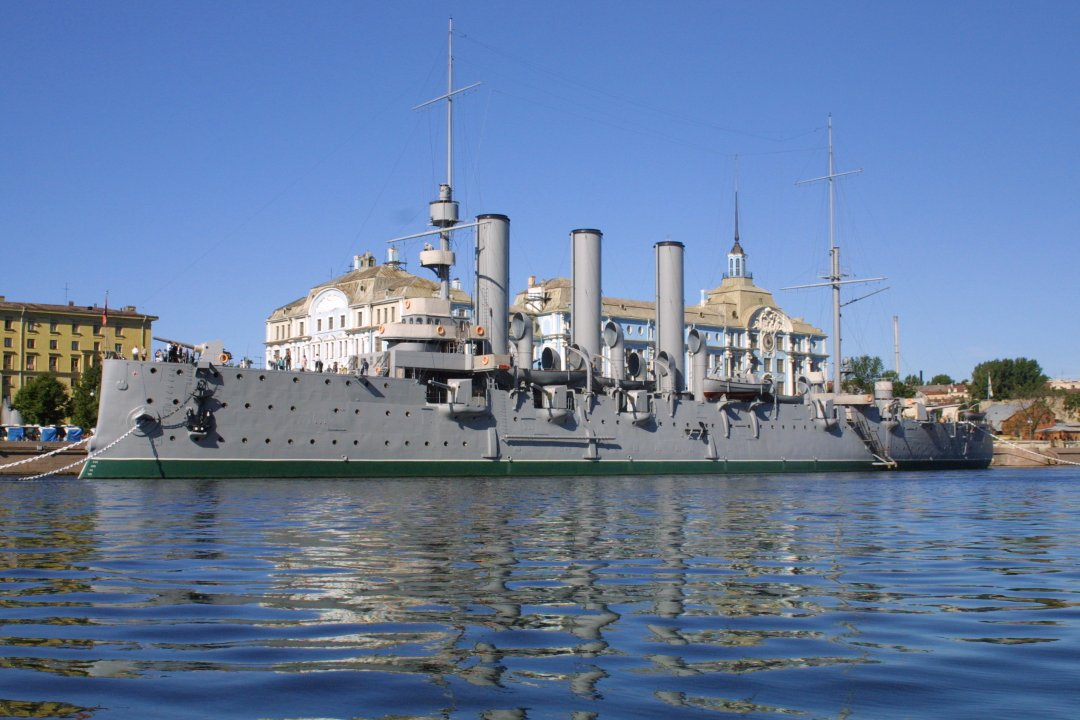
krążownik Aurora

W nocy z 6 na 7 listopada 1917 władza została przejęta przez wyłoniony 8 listopada 1917 na II Ogólnorosyjski Zjazd Rad rząd sowiecki zwany Radą Komisarzy Ludowych. Na czele rady stanął Włodzimierz Lenin. Bolszewicy uchwalili dwa dekrety – o pokoju i ziemi. Pierwszy wzywał rządy państw prowadzących wojnę do zawieszenia działań zbrojnych na okres trzech miesięcy i rozpoczęcie rozmów pokoju. Według bolszewików wojnę zakończyć miał pokój pozbawiony aneksji i kontrybucji. Ogłoszono likwidację tajnej dyplomacji i ogłoszono treść układów wcześniejszych rządów z innymi krajami. Rząd zaproponował natychmiastowe zawieszenie broni na wszystkich frontach i oddanie gruntów (bez żadnego wykupu) rolnych w ręce chłopów Dysponentami dóbr cerkiewnych, klasztornych i obszarniczych stawały się gminne komitety rolne i rady powiatowe. Zniesiono karę śmierci na froncie i przekazano władzę w terenie w ręce rad. Powołano Wszechrosyjski Centralny Komitet Wykonawczy składający się z 101 członków (62 bolszewików i 29 eserowców lewicowych).
W przeciągu pierwszego okresu istnienia państwa radzieckiego wydano szereg dekretów – wprowadzających ośmiogodzinny dzień pracy, kontrolę robotniczą nad przedsiębiorstwami, o proklamowaniu suwerenności narodów dawnego Imperium, nacjonalizacji banków, zniesieniu rang cywilnych i stanów, wprowadzeniu rozwodów, oddzielenia państwa i edukacji od cerkwi, utworzeniu Armii Czerwonej, nacjonalizacji magazynów zbożowych, handlu zagranicznego, przemysłu naftowego, wielkiego przemysłu, floty handlowej, przedsiębiorstw kolejowych, transportu, młynów, wprowadzeniu kalendarza gregoriańskiego, walki ze spekulacją, konfiskaty majątku rodziny carskiej oraz likwidacji kolei prywatnych. Równocześnie rozpoczęły się prześladowania polityczne, skutkiem których była delegalizacja partii konstytucyjnych demokratów i powołanie Czeka oraz masowe aresztowania. W marcu 1918 roku tworzono system łagrów. Przeciwko wojskom bolszewickim wyruszyły armię zachodnie – Brytyjczycy zdobyli Baku i Batumi, Francuzi, Odessę, Chersoń i Krym, były to jednak krótkotrwałe sukcesy, gdyż Armia Czerwona wkrótce pokonała aliantów na południu i rozbiła Brytyjczyków pod Szenkurskiem na północy.
Wybory do Zgromadzenia Ustawodawczego w listopadzie 1917 dały zwycięstwo partiom antybolszewickim. Wyniki wyborów spowodowały kolejny przewrót. 19 stycznia 1918 bolszewicy rozpędzili Zgromadzenie Ustawodawcze Rosji. 28 stycznia 1918 III Zjazd Rad podjął uchwałę, która stanowiła, że republika radziecka stanowi związek narodów Rosji oparty na zasadzie federacji. 28 lutego 1918 na mocy dekretu została powołana Robotniczo-chłopska Armia Czerwona. Od 4 do 10 sierpnia obradował V Zjazd Rad, który uchwalił pierwszą sowiecką konstytucję, sankcjonującą politykę rewolucyjnej władzy bolszewickiej; określone zostały także: struktura państwa, dyktatura proletariatu i nowa oficjalna nazwa kraju – Rosyjska Federacyjna Socjalistyczna Republika Radziecka. Separatystyczne rokowania z Niemcami doprowadziły do podpisania traktatu brzeskiego. 29 sierpnia 1918 dekretem RKL zostały anulowane akty rozbiorowe Polski. Niepodległość uzyskała także Finlandia, którą mimo to próbowano włączyć do systemu sowieckiego.
W latach 1918–1922 powstały nowe republiki: ukraińska, białoruska, turkiestańska (ASRR w składzie w składzie RFSRR) i gruzińska. W marcu 1922 z połączenia republik Gruzji, Armenii i Azerbejdżanu powstała Federacja Zakaukaska, która następnie w grudniu 1922 przekształciła się w Zakaukaską FSRR. Gdy Józef Piłsudski podjął się zajęcia Wilna, co było równoznaczne z wypowiedzeniem wojny Rosji bolszewickiej, Rosja zaatakowała Polskę licząc na poszerzenie zasięgu rewolucji o Niemcy i kraje Europy Zachodniej. W czasie wojny domowej rząd stosował politykę stanu wyjątkowego, która była zwana komunizmem wojennym. Na skutek wojny domowej w państwie rosyjskim powstały duże zniszczenia. W porównaniu z 1913 r. globalna wartość produkcji w przemyśle w 1920 r. wynosiła tylko 14 procent.
Na X Zjeździe RKP(b) w 1921 r. Lenin zgłosił wniosek uchwały precyzującej nowy kurs polityki gospodarczej. Wniosek ten został przyjęty. Nosił on nazwę Nowa Polityka Ekonomiczna (NEP). Jej podstawą było odejście od komunizmu wojennego i budowa gospodarki przy wykorzystaniu bodźców rynkowych. Duże znaczenie miał zatwierdzony w grudniu 1920 roku przez VIII Zjazd Rad perspektywiczny plan elektryfikacji (GOELRO), będący programem rekonstrukcji całej gospodarki. Polityka NEP-u zakładała współistnienie firm należących do osób prywatnych i do państwa, model ten nazywany jest gospodarką mieszaną. Rząd odszedł od nacjonalizacji w rezultacie inwestycje NEP-u w części wsparte zostały przez inwestorów zagranicznych. Za priorytet NEP uważał politykę rolną. Polityka NEP-u poskutkowała szybką odbudową kraju. W 1928 roku produkcja rolna i przemysłowa powróciła do poziomu sprzed I wojny światowej. W latach 1921–1922 część Rosji i Ukrainę dotknął głód. Został on wykorzystany do zdławienia cerkwi prawosławnej, opozycyjnej inteligencji i oporu na wsi.
Po zwycięstwie rewolucji w Rosji tamtejsza partia bolszewicka zaproponowała utworzenie Międzynarodówki Komunistycznej. 2 marca 1919 roku odbyła się w Moskwie konferencja komunistyczna 52 delegatów z 35 organizacji z 21 państw Ameryki, Europy oraz Azji. 4 marca konferencja przerodziła się w Pierwszy (Założycielski) Kongres Międzynarodówki Komunistycznej. Wybrano Komitet Wykonawczy międzynarodówki i jej Biuro. Siedzibą międzynarodówki stała się stolica Rosji. W 1921 roku Rosjanie wspomogli rewolucjonistów mongolskich.

## Rosyjska Federacyjna Socjalistyczna Republika Radziecka
30 grudnia 1922 miejsce Rosji Radzieckiej został utworzony Związek Socjalistycznych Republik Radzieckich (ZSRR). Początkowo członkami ZSRR były: Rosyjska Federacyjna Socjalistyczna Republika Radziecka, Ukraińska Federacyjna Socjalistyczna Republika Radziecka, Białoruska Federacyjna Socjalistyczna Republika Radziecka, Zakaukaska Federacyjna Socjalistyczna Republika Radziecka. XI Zjazd RKP(b) w 1922 na wniosek Lenina powierzył funkcję administracyjną sekretarza generalnego partii Józefowi Stalinowi. Stanowisko to w późniejszym czasie posłużyło mu do walki o władzę. Rządy Lenina i przywódców partii bolszewickiej spowodowały, że ZSRR stała się państwem totalitarnym. W styczniu 1924, po śmierci Lenina nastąpił okres braku równowagi politycznej. 31 stycznia 1924 roku uchwalono konstytucję ZSRR. Przywódcy partyjni kolejno eliminowali potencjalnych kandydatów na następców dyktatora. Walkę o władzę wygrał Józef Stalin. Lew Kamieniew, Grigorij Zinowjew, Lew Trocki, Nikołaj Bucharin i Aleksiej Rykow zostali odsunięci od władzy. W 1927 r. ogłoszono XV Zjazd WKP(b), który zapoczątkował sowieckie plany gospodarcze i oficjalne sukcesy. Uchwalono wytyczne będące planem pierwszej pięciolatki oraz program kolektywizacji rolnictwa.
W 1928 r. Józef Stalin ostatecznie zwyciężył w walce o władzę. Sztucznie wywołał kryzys skupu, który posłużył jako pretekst przeprowadzenia szybkiej kolektywizacji rolnictwa. W tym samym czasie proces szachtyński przygotowywał podwaliny pod masowy terror i reformy w przemyśle. W latach 1929–1934 Kolektywizacja wsi, została przeprowadzana z całą bezwzględnością, doprowadziła do industrializacji. W efekcie tych działań zabito lub zesłano do łagrów i przymusowo przesiedlono na północ tzw. klasy wyzyskujące, m.in. kułaków i ich rodziny. Czystki objęły około 10 milionów osób. Miliony chłopów zatrudniło się w przemyśle. Poprzez wyzysk wsi zyskano środki na industrializację kraju. Najważniejszymi inwestycjami pierwszej pięciolatki były kombinat metalurgiczny w Magnitogorsku, rozpoczęcie wytopu stali w hucie w Kuźniecku, budowę elektrowni wodnej DnieproGESu, uruchomienie produkcji w Uralskich Zakładach Budowy Maszyn „Uralmasz”. Zasadniczym celem uprzemysłowienia była budowa potężnej i nowoczesnej armii, dysponującej wszystkimi rodzajami uzbrojenia. Nasilono terror, rozpoczęto liczne procesy pokazowe i wymordowano kadry dowódcze Armii Czerwonej. Represje dotknęły także inne narody wschodzące w skład ZSRR. Doprowadzono do rozbudowy systemu łagrów. Doszło do utworzenia państwa totalitarnego w którym panował kult jednostki. Państwo zostało zorganizowane w kołchozy i sowchozy, a wszystkie zakłady produkcyjne oraz rolnicze zostały znacjonalizowane. Państwo dysponowało wydawnictwami i drukarniami, prasą, radiem, później również telewizją, szkolnictwem, nauką, stowarzyszeniami twórczymi. Wszystkie dziedziny życia były kontrolowane przez cenzurę. Sam kraj był izolowany od reszty świata. Życie publiczne organizowano głównie w ramach 5-latek mających być kolejnymi zwycięstwami i etapami rozwoju, inicjowanymi przez „Wodza” i „Partię”. W latach 1933–1937 zorganizowano drugą pięciolatkę. Zakończyła się ona przekroczeniem wskaźników i zbudowaniem społeczeństwa socjalistycznego. Osiągnięcie to zostało podkreślone w konstytucji ZSRR. Wiele osiągnięć pięciolatek okupionych zostało ofiarami, głównie więźniów przymusowo pracujących w prymitywnych warunkach.
W przeciwieństwie do kolektywizacji, industrializacja doprowadziła do rozwoju gospodarczego kraju. Motorem uprzemysłowienia był sterowany za pośrednictwem propagandy entuzjazm (wyścig pracy, ruch stachanowski). W wyniku tej polityki do 1942 roku, wzrost gospodarczy rósł średnio w tempie 20% rocznie. Wzrosła produkcja przemysłu ciężkiego i surowców, w wyniku czego na początku lat 40. gospodarka ZSRR stała się stosunkowo samowystarczalna, co trwało do czasu utworzenia RWPG. Józef Stalin przekształcił ZSRR z kraju rolniczego w potęgę przemysłową, dzięki czemu po wojnie kraj stał się nowym supermocarstwem.
W grudniu 1936 w skład ZSRR wchodziło 11 republik związkowych: Rosyjska Federacyjna Socjalistyczna Republika Radziecka, Białoruska Socjalistyczna Republika Radziecka, Ukraińska Socjalistyczna Republika Radziecka, Kazachska Socjalistyczna Republika Radziecka, Turkmeńska Socjalistyczna Republika Radziecka, Uzbecka Socjalistyczna Republika Radziecka, Kirgiska Socjalistyczna Republika Radziecka, Tadżycka Socjalistyczna Republika Radziecka, Azerbejdżańska Socjalistyczna Republika Radziecka, Gruzińska Socjalistyczna Republika Radziecka i Armeńska Socjalistyczna Republika Radziecka. Według oficjalnych wskaźników w grudniu 1937 produkcja przemysłowa osiągnęła poziom dwukrotnie wyższy niż w 1932 r. W latach 1932–1937 uruchomiono 32 tysiące szkół, których celem obok kształcenia była możliwość indoktrynacji obywateli.

### Polityka zagraniczna w okresie międzywojennym
Polityka zagraniczna bolszewików uległa zmianie na skutek klęski w wojnie polsko-bolszewickiej (1919–1921) i sprowadzała się do wywołania światowej rewolucji. W 1922 r. Republika Weimarska i ZSRR podpisały Układ w Rapallo, który przewidywał tajną współpracę wojskową w celu zakwestionowania podpisanego po I wojnie światowej traktatu wersalskiego. W 1919 roku utworzono Międzynarodówkę Komunistyczną. Miała być ona instrumentem tworzenia i wykorzystania ruchów komunistycznych poza granicami ZSRR oraz do walki dywersyjnej.
Chiński przywódca Sun Jat-sen zwrócił się ku ZSRR, już w 1922 r. dyplomata Adolf Ioffe odwiedził Szanghaj. ZSRR w 1923 roku zrezygnowało z roszczeń do Mongolii Zewnętrznej, a w styczniu spisano Manifest Sun-Joffe regulujący stosunki między krajami. Po namowach dyplomatów radzieckich chińscy komuniści zdecydowali się na współpracę z nacjonalistycznym Kuomintangiem, sprawującym władzę w kraju. W październiku 1923 r. przyjechał do Szanghaju Michaił Borodin. Na początku 1924 r. Sun Jat-sen zreorganizował i scalił Kuomintang w strukturę, wzorowaną na partii bolszewików. Delegaci Kuomintangu wybrali do jego Komitetu Wykonawczego trzech przedstawicieli komunistów i zgodzili się na powołanie akademii wojskowej (na czele której stanął Czang Kaj-szek). Sun korzystając z pomocy Sowietów rozwinął wojsko rządu południowego i zorganizował ekspedycję północną, skierowaną przeciwko rządom na północy kraju. W połowie lat 20. przeszkolenie na Uniwersytecie im. Sun Jat-sena w Moskwie przeszło 28 bolszewików, skąd następnie zostali oni skierowani jako wysłannicy Kominternu do Chin. Ciesząc się poparciem Stalina, zdołali w styczniu 1931 roku przejąć kontrolę nad KPCh, cztery lata później jednak Stalin utracił wpływy w KPCh z powodu zwycięstwa w partii zwolenników tendencji maoistycznych.
W 1934 roku Armia Czerwona i niedobitki wojsk Białych (które ewakuowały się na tereny Chin) dokonały inwazji na islamski Sinciang, gdzie utworzyły prorosyjski, sekularystyczny rząd. Do ponownej interwencji białych i ZSRR doszło w 1937 roku, gdy stłumili oni w Sinciangu rebelię islamistyczną.
Po przejęciu w Niemczech władzy przez NSDAP pod przywództwem Adolfa Hitlera współpraca niemiecko-radziecka została zastąpiona przez ideologiczną walkę dwóch ustrojów totalitarnych. W 1934 r. ZSRR został członkiem Ligi Narodów i podejmował propagandowe inicjatywy mające na celu stworzenie systemu zbiorowego bezpieczeństwa. W 1932 r. został podpisany z II Rzecząpospolitą Polską pakt o nieagresji. W drugiej połowie lat trzydziestych, na skutek niezdecydowania mocarstw zachodnich w stosunku do zajęcia przez III Rzeszę Nadrenii, Stalin zwrócił się w kierunku Niemiec. Rozbicie przez wojska sowieckie w 1939 r. sił japońskich nad położoną w Mongolii rzeką Chałchin-Goł przyspieszyło decyzję o rozpoczęciu tajnych rokowań niemiecko-sowieckich. Zakończyły się one podpisaniem 23 sierpnia 1939 paktu Ribbentrop-Mołotow. Po napadzie Niemiec na Polskę ZSRR ogłosiło mobilizację.

### II wojna światowa

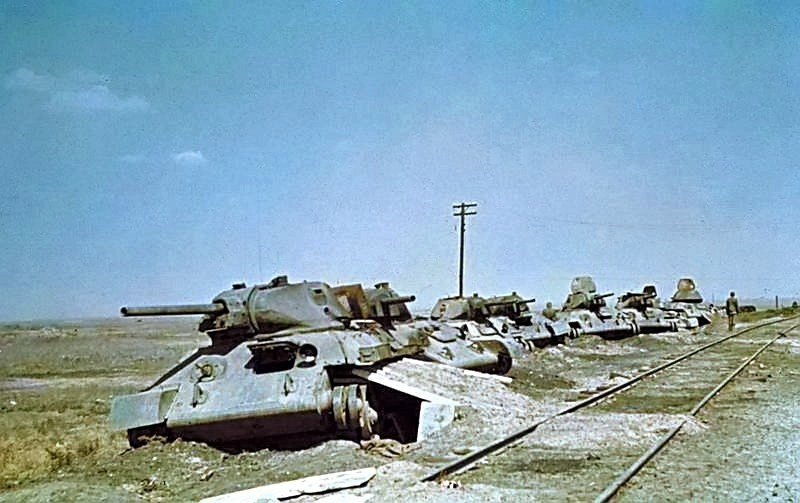
Radzieckie czołgi w czasie bitwy stalingradzkiej

17 września 1939 o godzinie 4 rano nastąpiła agresja ZSRR na Polskę. Tereny zajęte przez Armię Czerwoną zostały wcielone do Białoruskiej Socjalistycznej Republiki Radzieckiej, Ukraińskiej Socjalistycznej Republiki Radzieckiej, oraz Litwy (w zamian za zgodę na stacjonowanie kilku sowieckich garnizonów wojskowych na jej terenie). Polscy oficerowie wzięci do niewoli zostali zamordowani w Katyniu, Charkowie, Ostaszkowie i Miednoje. 30 listopada 1939 ZSRR zaatakował Finlandię rozpoczynając wojnę zimową. Jej skutkiem było zawarcie traktatu pokojowego 12 marca 1940 i włączenie obszarów sąsiadujących z obwodem leningradzkim w skład ZSRR. W 1940 r. pod groźbą interwencji zbrojnej w republikach bałtyckich doszło do przewrotów, które doprowadziły do utraty niepodległości na rzecz ZSRR. ZSRR zmusił także Rumunię do oddania Besarabii oraz Północnej Bukowiny, na skutek czego powstała Mołdawska Socjalistyczna Republika Radziecka. Podczas trzeciej pięciolatki głównym celem była rozbudowa przemysłu wojskowego, przede wszystkim w głębi ZSRR. Rozwojowi przemysłu towarzyszył wzrost liczebności Armii Czerwonej, którą jednak w latach 1936–1938 spotkał pogrom kadry dowódczej. Po ataku Niemiec na ZSRR Armia Czerwona doznała olbrzymich strat spowodowanych m.in. czystkami w armii. Na skutek wojny pogorszeniu uległo położenie ludności cywilnej. W czasie wojny władzę oficjalnie objął Państwowy Komitet Obrony. Przewodniczącym Państwowego Komitetu Obrony został Józef Stalin. Objął on także stanowiska Ludowego Komisarza Obrony i Naczelnego Dowódcy Radzieckich Sił Zbrojnych.
Niemcom udało się pojmać znaczną liczbę broniących kraju żołnierzy. Nawet do 3,3 miliona jeńców radzieckich zostało zgładzonych.
Choć III Rzesza pozostawała sygnatariuszem szeregu konwencji regulujących status jeńca wojennego, stosunek Niemców do wziętych do niewoli żołnierzy przeciwnika opierał się przede wszystkim na rasistowskich założeniach ideologii nazizmu. Najniżej w hierarchii jenieckiej nazistów znajdowali się natomiast wzięci do niewoli czerwonoarmiści.
Według Hitlera i innych przywódców Niemiec wojna była starciem przeciwstawnych ideologii i ras, której celem było zdobycie tzw. „przestrzeni życiowej na Wschodzie” (niem. Lebensraum). Według założeń „Generalnego Planu Wschodniego” terytoria ZSRR miały w ciągu 25 lat zostać „oczyszczone” ze Słowian oraz nie nadających się do zgermanizowania przedstawicieli innych narodowości. „Zbędny” materiał ludzki miał zostać przesiedlony za Ural albo eksterminowany w sposób bezpośredni lub pośredni (poprzez niewolniczą pracę). „Oczyszczone” w ten sposób tereny miały stać się obszarem niemieckiej i germańskiej kolonizacji. Założenia „Generalnego Planu Wschodniego”, jak również tezy rasowe i polityczne zawarte w Mein Kampf, skazywały narody ZSRR na biologiczne wyniszczenie, wysiedlenie lub niewolniczą pracę na rzecz nowych panów.
Mimo powołania większości mężczyzn do armii, cały przemysł pracował nieprzerwanie, produkując przede wszystkim na potrzeby wojska. Przystąpienie ZSRR do wojny przyspieszyło utworzenie wielkiej koalicji antyhitlerowskiej. Niepowodzenia na froncie w pierwszej fazie wojny doprowadziły do zwiększenia wysiłku wojennego w ZSRR, i pomocy ze strony aliantów zachodnich dostarczających broń i sprzęt drogą morską. Sytuacja na froncie zmieniła się na korzyść sowietów. W 1944 roku zostało wyzwolone niemal całe terytorium ZSRR oraz część Polski. Wojska sowieckie przekroczyły także granice dawnej Rumunii, Bułgarii, Jugosławii i Węgier. 17 stycznia 1945 została zajęta Warszawa, 9 kwietnia został zdobyty Królewiec, 13 kwietnia – Wiedeń, 9 maja wkroczono do Pragi. 2 maja 1945 wojska Armii Czerwonej z udziałem 1. Armii Wojska Polskiego zdobyły Berlin. 9 maja marszałek Żukow przyjął kapitulację III Rzeszy. 9 sierpnia 1945 roku ZSRR wypowiedział wojnę Japonii zajmując Mandżurię, Koreę, Sachalin oraz Wyspy Kurylskie. Na skutek II wojny światowej zginęło 20 milionów obywateli ZSRR. Podczas konferencji teherańskiej, konferencji jałtańskiej, Konferencji poczdamskiej ustalono zasady współpracy w ramach koalicji antyhitlerowskiej, a także zasady powojennego ładu światowego.

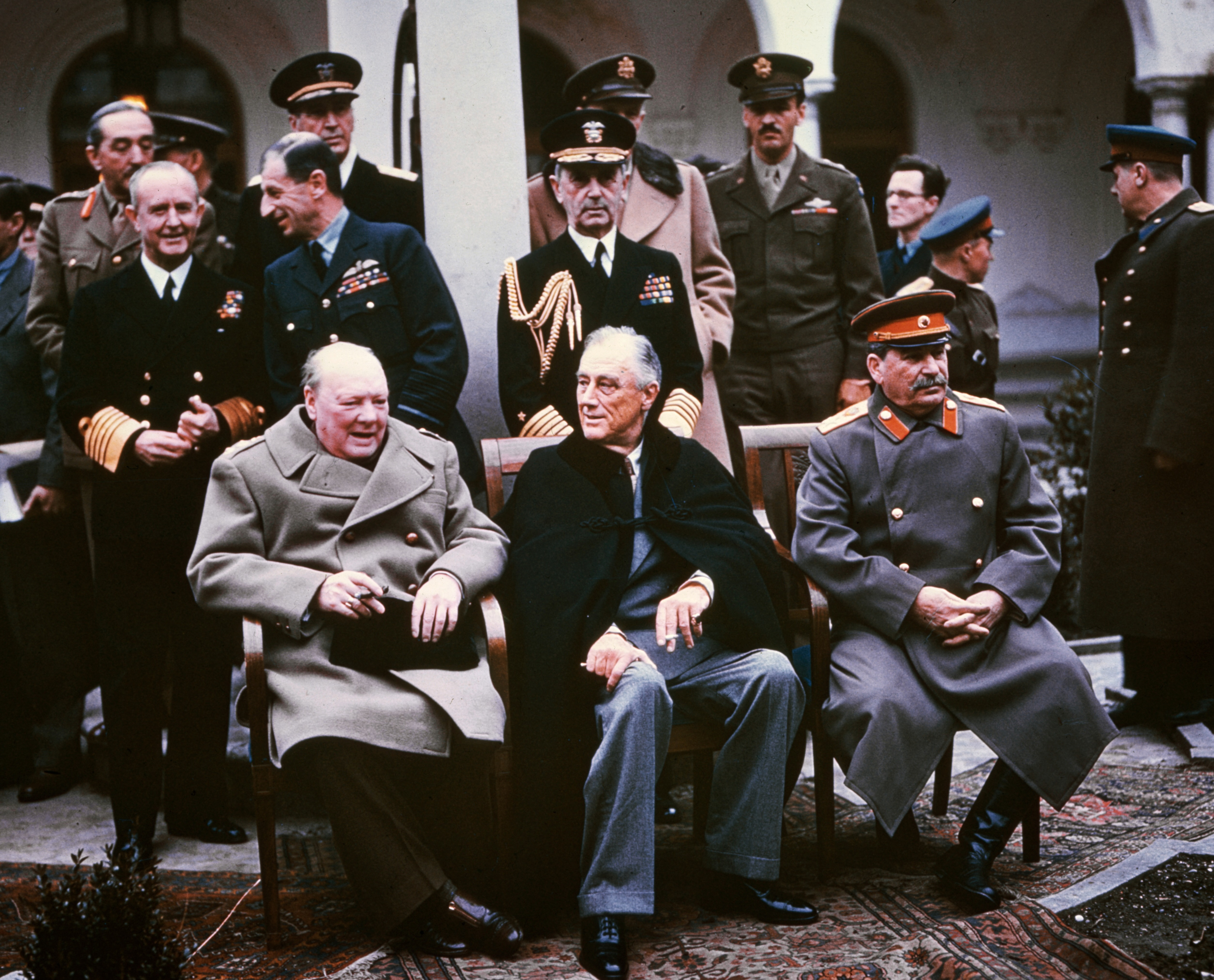
Konferencja jałtańska

### Zimna wojna
Zgodnie z ustaleniami w strefie wpływów ZSRR miały się znaleźć: Albania, Bułgaria, Czechosłowacja, Mongolia, Polska, Węgry, Jugosławia i wschodnia część Niemiec. W latach powojennych Józef Stalin wzmacniał rosyjski nacjonalizm i antysemityzm. Zaostrzenie polityki wewnętrznej oraz walka o wpływy polityczne z państwami Zachodu spowodowały rozpoczęcie zimnej wojny, która spowodowała podział świata na demokratyczny zachód i socjalistyczny wschód. W 1949 r. utworzono Radę Wzajemnej Pomocy Gospodarczej, a w 1955 Układ Warszawski. 5 marca 1953 zmarł Józef Stalin. We wrześniu następcą Stalina na stanowisku I sekretarza KC KPZR został Nikita Chruszczow. W 1955 r. premierem ZSRR został Nikołaj Bułganin. W następnym roku Nikita Chruszczow na XX Zjeździe KPZR potępił zbrodnie dokonane pod rządami Józefa Stalina. W tym samym roku doszło do pierwszej próby wyzwolenia się ze strefy wpływów ZSRR przez Węgry, która to próba zakończyła się interwencją Armii Czerwonej. W 1958 r. następcą Bułganina został Nikita Chruszczow. Likwidacji uległa dyktatura indywidualna i została zastąpiona władzą nomenklatury partyjnej.
     NATO
     inni sojusznicy USA
     Układ Warszawski
     kraje sojusznicze sprzymierzone z ZSRR
     inni sojusznicy ZSRR

Świat w 1980 r.:
NATO
inni sojusznicy USA
Układ Warszawski
kraje sojusznicze sprzymierzone z ZSRR
inni sojusznicy ZSRR
Niebieskie kropki to partyzantki antykomunistyczne, a czerwone – pro-komunistyczne

W 1959 r. odbył się XXI Zjazd KPZR, który ogłosił zakończenie budowy socjalizmu i rozpoczął etap przejścia do budowy społeczeństwa komunistycznego. Słaby rozwój gospodarki, kryzys kubański, ustępstwa wobec Stanów Zjednoczonych oraz konflikty o rzeki Amur i Ussuri spowodowały zastąpienie Chruszczowa przez Leonida Breżniewa i premiera Aleksieja Kosygina. Priorytetem ich rządów było usprawnienie systemu zarządzania i planowania gospodarczego oraz udoskonalanie bodźców materialnych. W 1963 r. ZSRR, USA, i Wielka Brytania doprowadziły do zawarcia układu o zakazie doświadczeń z bronią atomową w atmosferze, przestrzeni kosmicznej i pod wodą, do którego przyłączyła się większość państw. Porażką zakończyła się doktryna Breżniewa, którą zastosowano podczas wydarzeń praskiej wiosny, oraz rozpętanie kampanii antysyjonistycznej. Realne sukcesy władze ZSRR odniosły jedynie w polityce zagranicznej. Doszło do zbliżenia stanowisk na linii ZSRR – Francja, a w 1970 r. doszło do podpisania Układu ZSRR-RFN. Dobra współpraca z państwami Europy zachodniej zaowocowała wezwaniem do zwołania konferencji europejskiej (XXIV Zjazdu KPZR), która zaowocowała podpisaniem przez 33 państwa w Helsinkach Aktu Końcowego KBWE oraz układu SALT II. W 1979 r. ZSRR dokonał interwencji w Afganistanie, co spowodowało nowy wyścig zbrojeń i pogorszenie stosunków z państwami Zachodu. Po śmierci Leonida Breżniewa na czele ZSRR stanął Jurij Andropow. Po śmierci Andropowa zastąpił go Konstantin Czernienko.

### Pieriestrojka i głasnost

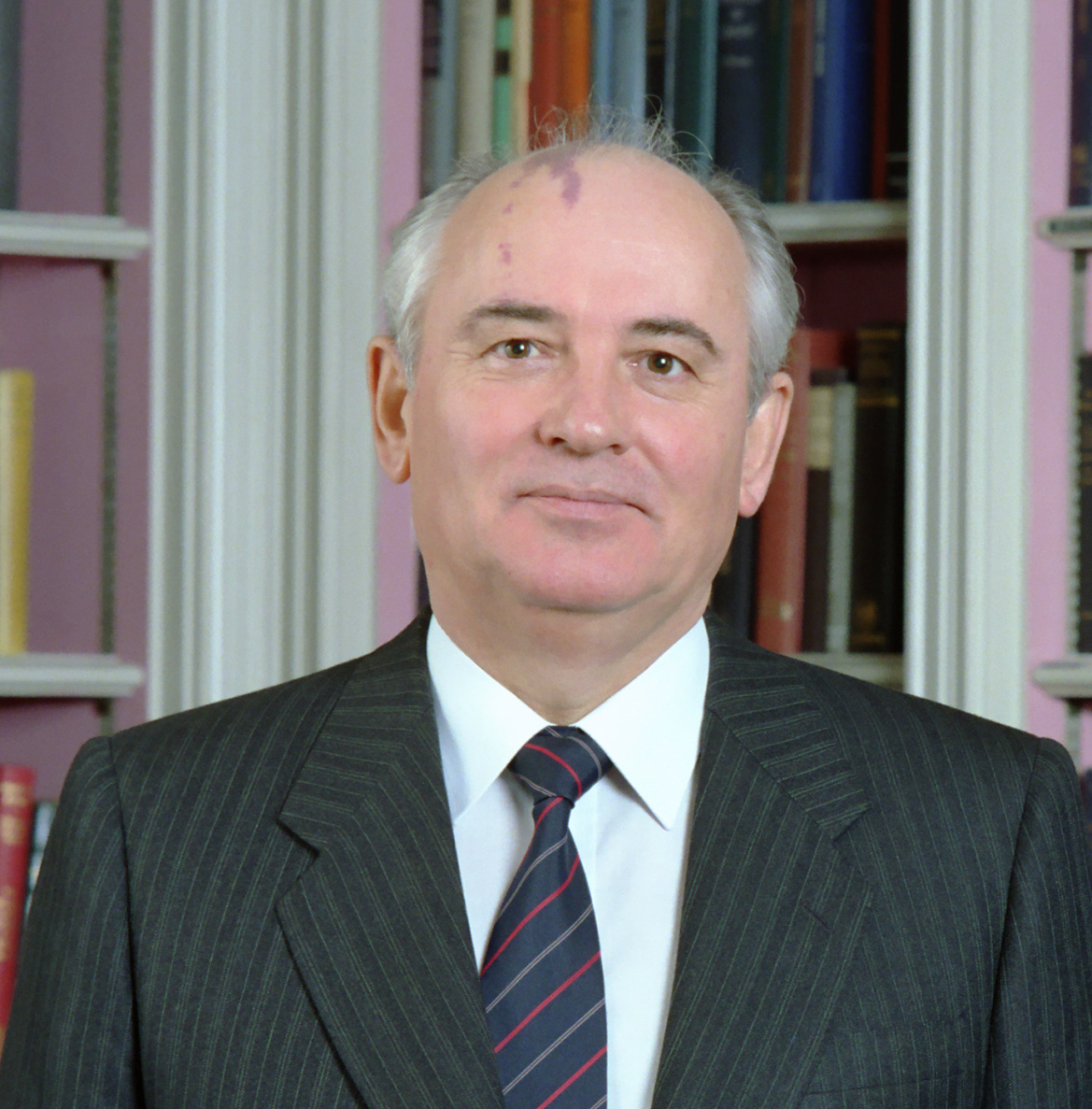
Michaił Gorbaczow

Po śmierci Konstantina Czernienki 11 marca 1985 sekretarzem generalnym KC KPZR został wybrany Michaił Gorbaczow. Wyścig zbrojeń i wielkie koszty interwencji w Afganistanie doprowadziły gospodarkę państwa do stanu kryzysu. Niezadowolenie społeczne potęgowało prześladowanie dysydentów krytycznych wobec ZSRR. Reformy realizowane przez Gorbaczowa miały być odpowiedzią na kryzys. Wzrost aspiracji narodowych i demokratycznych skłonił Gorbaczowa do ogłoszenia pieriestrojki i głasnosti. Posunięcia te doprowadziły do przyśpieszenia tempa rozpadu ZSRR, bowiem ujawnienie ciemnych stron sowieckiego systemu doprowadziło do kompromitacji ustroju. W tym samym czasie Gorbaczow odnosił sukcesy na arenie międzynarodowej, pokazując się jako demokrata oraz zwolennik trwałego i realnego pokoju. Państwo radzieckie zostało skompromitowane przez katastrofę atomową w Czarnobylu. W 1989 r. zorganizowano wybory na Zjazd Deputowanych Ludowych. 4 marca 1990 odbyły się pierwsze w historii demokratyczne wybory parlamentarne. 17 marca 1991 w referendum mieszkańcy ZSRR opowiedzieli się w większości (76%) za kontynuacją państwa związkowego. 10 lipca tego samego roku Boris Jelcyn został prezydentem Rosji. W sierpniu tego samego roku grupa twardogłowych polityków zorganizowała pucz mający na celu przywrócenie ustroju komunistycznego. 8 grudnia Boris Jelcyn, Leonid Krawczuk i Stanisłau Szuszkiewicz podpisali układ białowieski. 25 grudnia 1991 zdjęto z masztu flagę ZSRR, a w następnych dniach ZSRR przestało istnieć z mocy prawa.

## Federacja Rosyjska
Po upadku ZSRR doszło do ogłoszenia niepodległości przez byłe republiki radzieckie. Powołały one Wspólnotę Niepodległych Państw. Rosja jako największe państwo pozostało nadal supermocarstwem atomowym, zaczęła przejmowanie strategicznych pozycji po ZSRR oraz dążyła do odtworzenia imperium. Na skutek wprowadzenia reform wolnorynkowych upadł rząd Jegora Gajdara, którego następcą został Wiktor Czernomyrdin. Przy poparciu Borisa Jelcyna prowadził ostrożną politykę. W grudniu 1993 odbyły się wybory parlamentarne (poprzedzone kryzysem konstytucyjnym), które wygrało ugrupowanie Jegora Gajdara Wybór Rosji.

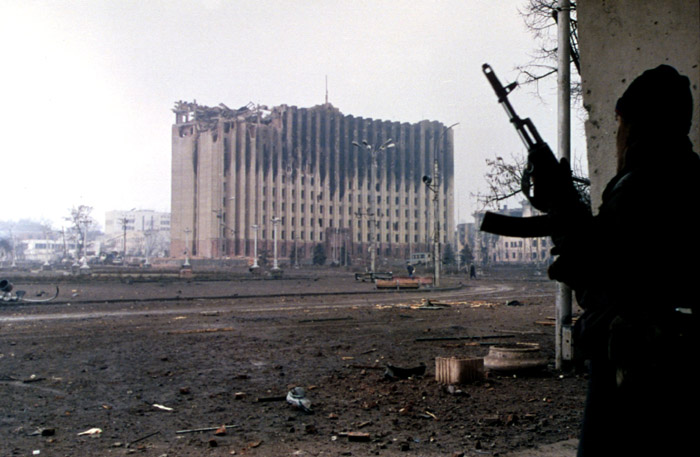
Pałac prezydencki w Groznym, styczeń 1995, foto: Michaił Jewstafjew

W 1994 r. Boris Jelcyn podjął decyzję o wojnie w Czeczenii. Wybory parlamentarne w 1995 r. wygrała Komunistyczna Partia Federacji Rosyjskiej, zdobywając 158 mandatów w Dumie Państwowej.

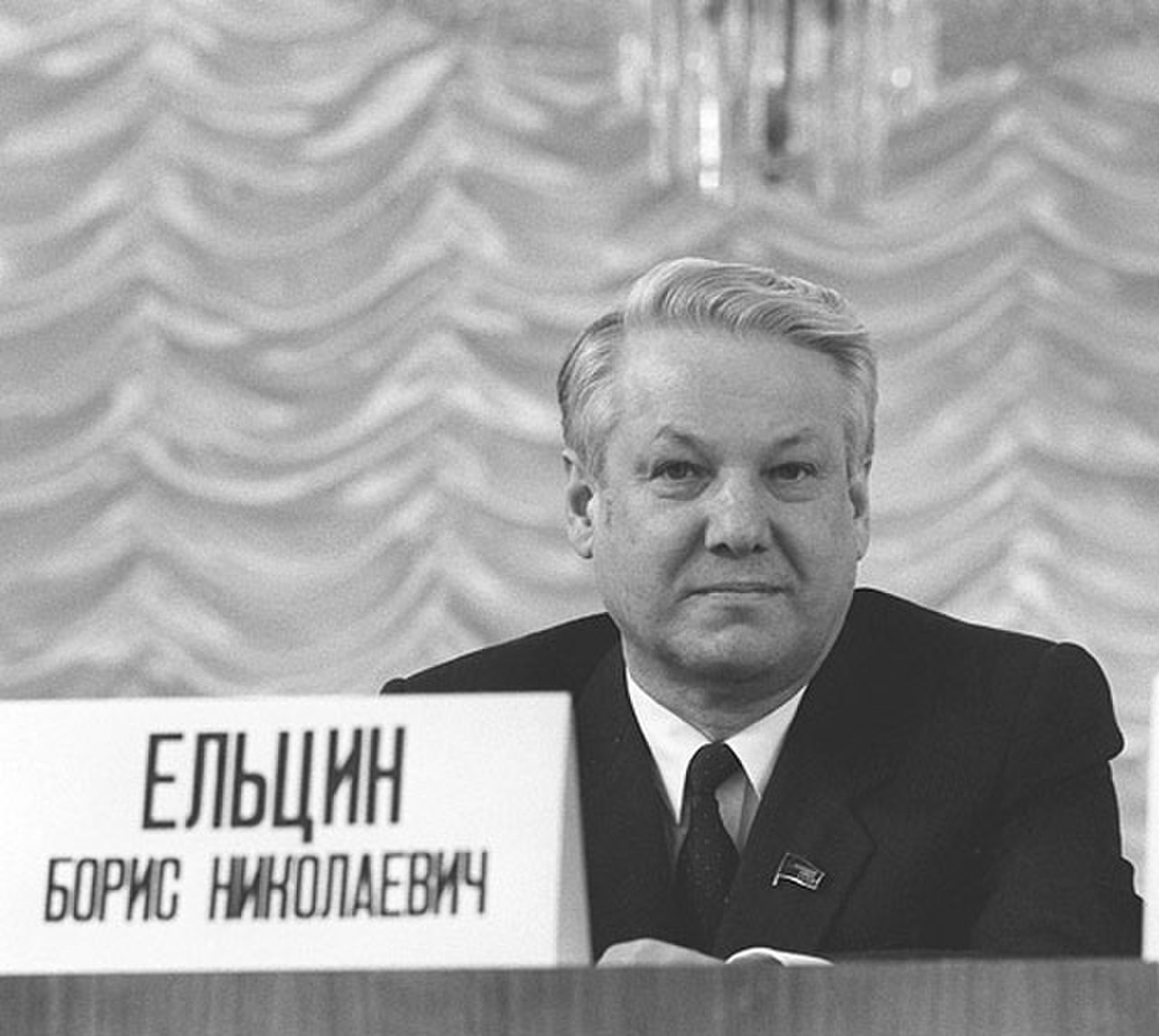
Boris Jelcyn

Kolejne wybory prezydenckie przyniosły reelekcję Borisa Jelcyna. W 1996 roku podjął on decyzję o wycofaniu wojsk z Czeczenii i zawarciu pokoju w Chasawjurcie. Podczas drugiej kadencji pięciokrotnie zmieniał premierów, a w grudniu 1999 rozpisał wybory parlamentarne, które ponownie zostały wygrane przez Komunistyczną Partię Federacji Rosyjskiej. W tym samym roku doszło do rozpoczęcia II wojny czeczeńskiej. 31 grudnia 1999 Boris Jelcyn ustąpił ze stanowiska i przekazał władzę Władimirowi Putinowi. W przyspieszonych wyborach prezydenckich 26 marca 2000 premier Rosji pełniący obowiązki prezydenta wygrał w pierwszej turze. Podczas lat prezydentury nie doprowadził do zakończenia konfliktu w Czeczenii.

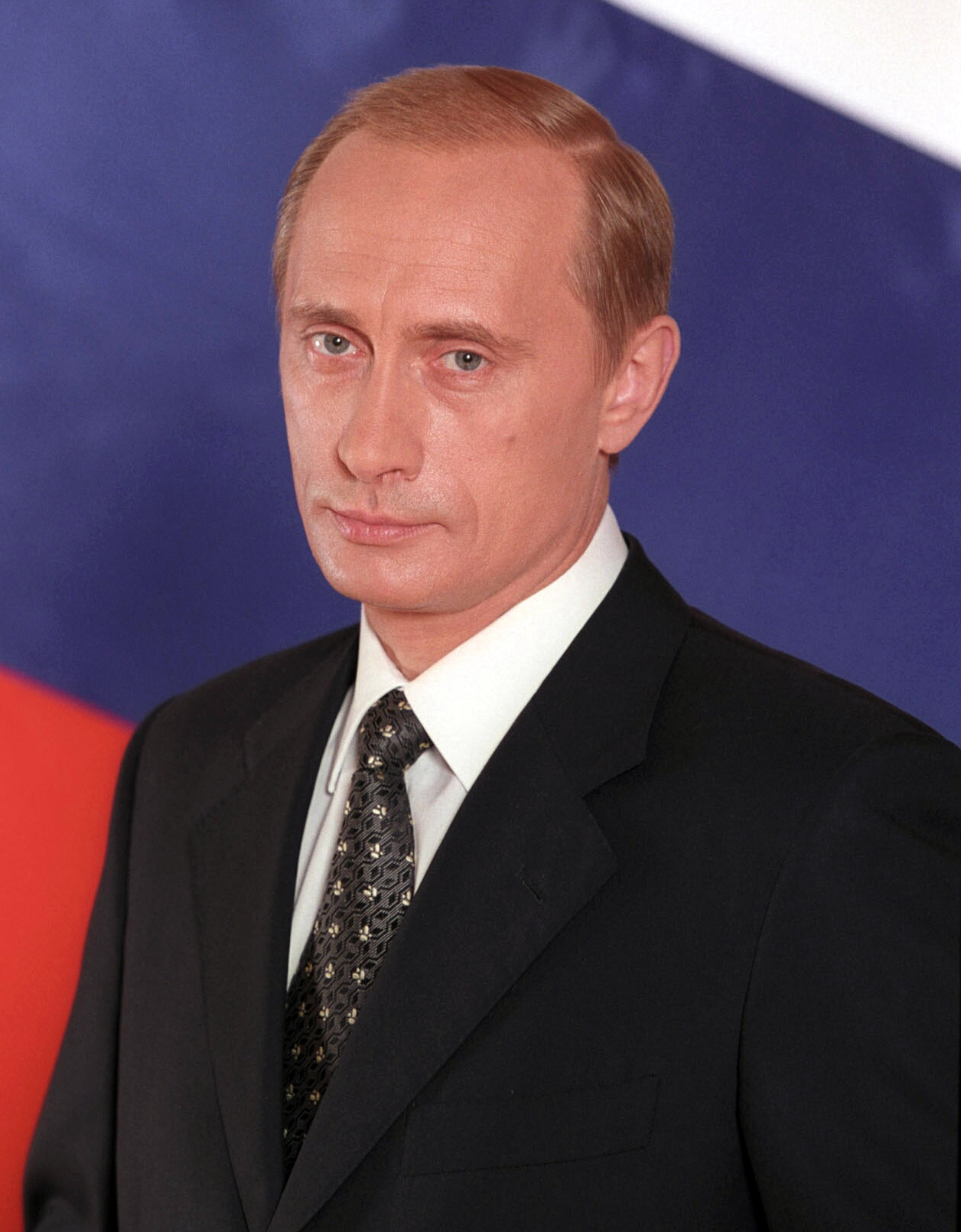
Władimir Putin

Za jego rządów doszło do serii wypadków i aktów terrorystycznych, m.in. do zatonięcia okrętu K-141 Kursk, ataku na moskiewski teatr na Dubrowce, ataku na szkołę w Biesłanie. Podczas prezydentury Putina doszło również do serii zabójstw, m.in. Anny Politkowskiej, Aleksandra Litwinienki. Władimir Putin również wygrał walkę o reelekcję w wyborach prezydenckich w 2004 r., zdobywając ponad 71,31 procent głosów.
Putin podpisał 18 października 2004 w Duszanbe protokół o przystąpieniu Rosji do Środkowoazjatyckiej Organizacji Współpracy (powołanej 28 lutego 2002). W jej skład wchodzą także dawne kraje które wchodziły w skład ZSRR: Kazachstan, Kirgistan, Tadżykistan i Uzbekistan. 4 listopada 2004 Rosja ratyfikowała Protokół z Kioto.
Rosja uczestniczyła też w szczycie APEC w Santiago de Chile (20–21 listopada 2004) oraz na szczycie Organizacji Współpracy Gospodarczej Państw Morza Czarnego w Stambule 25 czerwca 2007. 25 listopada 2004 na szczycie UE-Rosja w Hadze obie strony podpisały tzw. porozumienie haskie.
8 września 2005 Rosja podpisała z Niemcami umowę o budowę do 2010 roku Gazociągu Północnego. Dobre relacje Rosji z UE zepsuły się 10 października 2005, kiedy to Rosja wprowadziła embargo na polskie mięso. Kreml wówczas oskarżył Polskę o sfałszowanie certyfikatów i badań weterynaryjnych. W listopadzie 2006 polski rząd ogłosił weto wobec porozumienia Rosja-UE. Polska zyskała w tej sytuacji poparcie większości krajów europejskich. Ostatecznie pod koniec 2007 r. Rosja anulowała embargo. Solidarność z krajami dawnego imperium Putin wyraził poprzez powołanie 22 czerwca 2006 kazachsko-rosyjskiego banku gospodarczego oraz podjęcie działalności komisji międzyrządowej między Rosją i Ukrainą, podpisanej 22 grudnia 2006.
26 lipca 2007 wybuchła wojna domowa w Inguszetii wywołana przez tamtejszych separatystów.

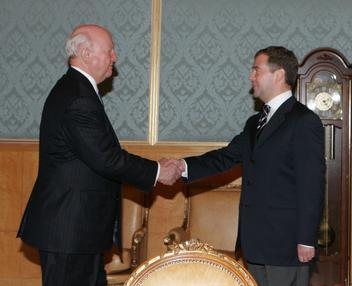
Wicepremier Miedwiediew i sekretarz energetyki Samuel Bodman

2 marca 2008 odbyły się wybory prezydenckie, które wygrał Dmitrij Miedwiediew zdobywając 70,28% głosów.
7 maja Miedwiediew został zaprzysiężony na prezydenta Rosji, natomiast dzień później Władimir Putin ogłoszony został premierem Rosji.
W sierpniu 2008 Rosja podjęła zbrojną interwencję w Osetii Południowej, podczas ostrzału tego separatystycznego regionu Gruzji 7 sierpnia przez ten właśnie kraj. 8 sierpnia o godzinie 16.00 siły rosyjskich batalionów z 58 Armii Federalnej osiągnęły Cchinwali. Rosjanie bombardowali całą Gruzję, zajęli miasta Gori, Senaki, a także port w Poti. Walczyli wraz z Abchazami o Wąwóz Kodori.
Podczas kilkudniowych zmagań Rosja straciła na polu walki 74 żołnierzy. 16 sierpnia 2008 prezydent Rosji Dmitrij Miedwiediew podpisał sześciopunktowy plan uregulowania konfliktu. 26 sierpnia 2008 Rosja uznała niepodległość Osetii Południowej i Abchazji. Po czterech latach strona rosyjska przyznała, że przygotowania do ataku na Gruzję trwały od 2006 roku, a wojna została sprowokowana przez Rosję.
1 stycznia 2009 Gazprom, rosyjski gigant gazowy odciął Ukrainie dostawy gazu. W wyniku tego konfliktu gazowego dostawy gazu do państw europejskich zmalały średnio o 70%, a do niektórych państw bałkańskich gaz wcale nie docierał. 19 stycznia podpisano porozumienie pomiędzy szefami Gazpromu Aleksiejem Millerem i Naftohazu Ołehem Dubyną na dostawy rosyjskiego gazu na Ukrainę i tranzyt do Europy przez terytorium Ukrainy. Porozumienie na tranzyt obejmowało okres 10 lat (2009–2019). W uroczystości, która odbyła się w siedzibie rządu, brali udział premierzy obu państw Władimir Putin i Julia Tymoszenko.
16 kwietnia 2009 Moskwa ogłosiła zakończenie zwycięskiej wojny w Czeczenii. Wówczas w Czeczenii uaktywnili się czeczeńscy separatyści, zmuszając władze rosyjskie do podjęcia działań w regionie, gdzie formalnie panował pokój. W wyniku tego tydzień później, 23 kwietnia, ogłoszono wznowienie operacji wojskowej w Czeczenii.
Kolejne wybory parlamentarne w grudniu 2011 ponownie wygrała Jedna Rosja. Wybory prezydenckie z 2 marca 2012 roku wygrał Władimir Putin. 18 marca 2014 Rosja dokonała aneksji Krymu. Od 2014 roku trwa konflikt na Ukrainie pomiędzy rządem w Kijowie a wspieranymi przez Rosję separatystami.
W 2011 r. w wojnie domowej w Syrii Rosja wyraziła poparcie prezydentowi Baszarowi al-Asadowi. W październiku 2015 Rosja rozpoczęła naloty w Syrii na Państwo Islamskie i na Syryjską Opozycję na prośbę prezydenta Asada.
24 lutego 2022 Rosja dokonała inwazji na Ukrainę, nazwaną przez Federację Rosyjską „operacją specjalną, mającą na celu wyzwolenie mieszkańców Donbasu i demilitaryzację Ukrainy”. Społeczność międzynarodowa uznała „operację specjalną” za naruszenie prawa międzynarodowego, w tym prawa wojennego.
Od 23 do 24 czerwca 2023 roku miał miejsce bunt Grupy Wagnera na czele z Jewgienijem Prigożynem.